# Arquitectura victoriana

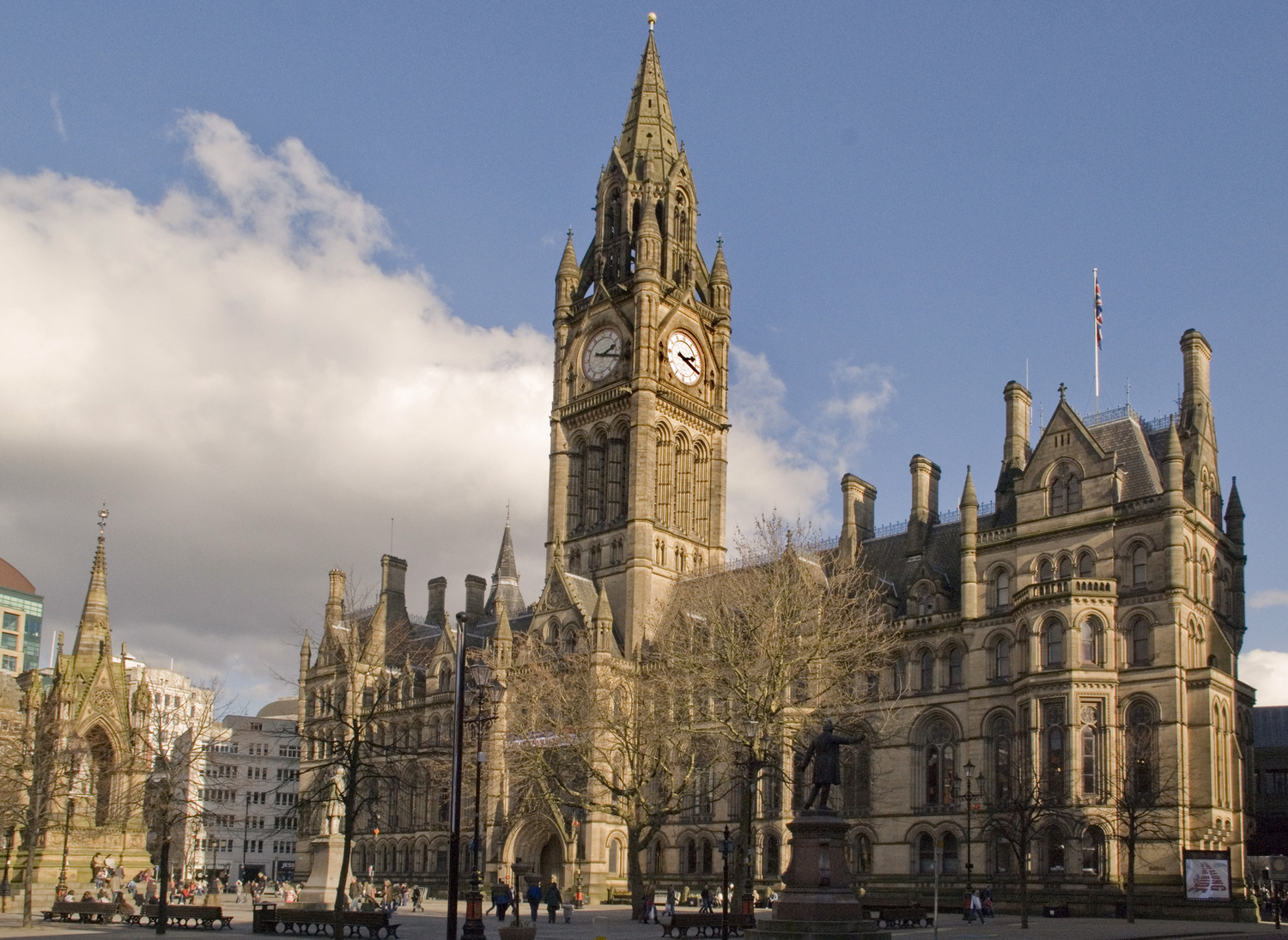
Ayuntamiento de Mánchester, ejemplo de arquitectura victoriana.

Arquitectura victoriana es una denominación historiográfica que comprende una serie de estilos arquitectónicos que florecieron en el Imperio británico desde mediados a finales del siglo XIX y que tenían reminiscencias historicistas y eclécticas de estilos anteriores, en particular de la arquitectura gótica inglesa. La expresión «victoriana» se refiere al reinado de la reina Victoria (r. 1837-1901), conocido como era victoriana, y responde a la costumbre británica y francesa de nombrar los estilos arquitectónicos por el monarca reinante. En ese esquema de nomenclatura y clasificación, la arquitectura victoriana sigue a la arquitectura georgiana, y más tarde a la arquitectura de la Regencia, y es sucedida por la arquitectura eduardiana. Sin embargo, muchos de los elementos de la «arquitectura victoriana» no se hicieron populares hasta después de la muerte de Victoria.
En los Estados Unidos la denominación se usa a menudo para nombrar los estilos y edificios estadounidenses del mismo período, así como los de las colonias del Imperio británico
Buenos ejemplos de la arquitectura victoriana aún se pueden ver ciudades como Londres, Glasgow y Mánchester, en Melbourne, Sídney y Bombay, en Boston (distrito South End), Saint Louis, Galveston, San Francisco, Los Ángeles y Nueva Orleans. Hay también ejemplos fuera del ámbito de influencia británica, como en Valparaíso y Bogotá, en los sectores de La Merced y Teusaquillo.

## Arquitectura victoriana en el Reino Unido

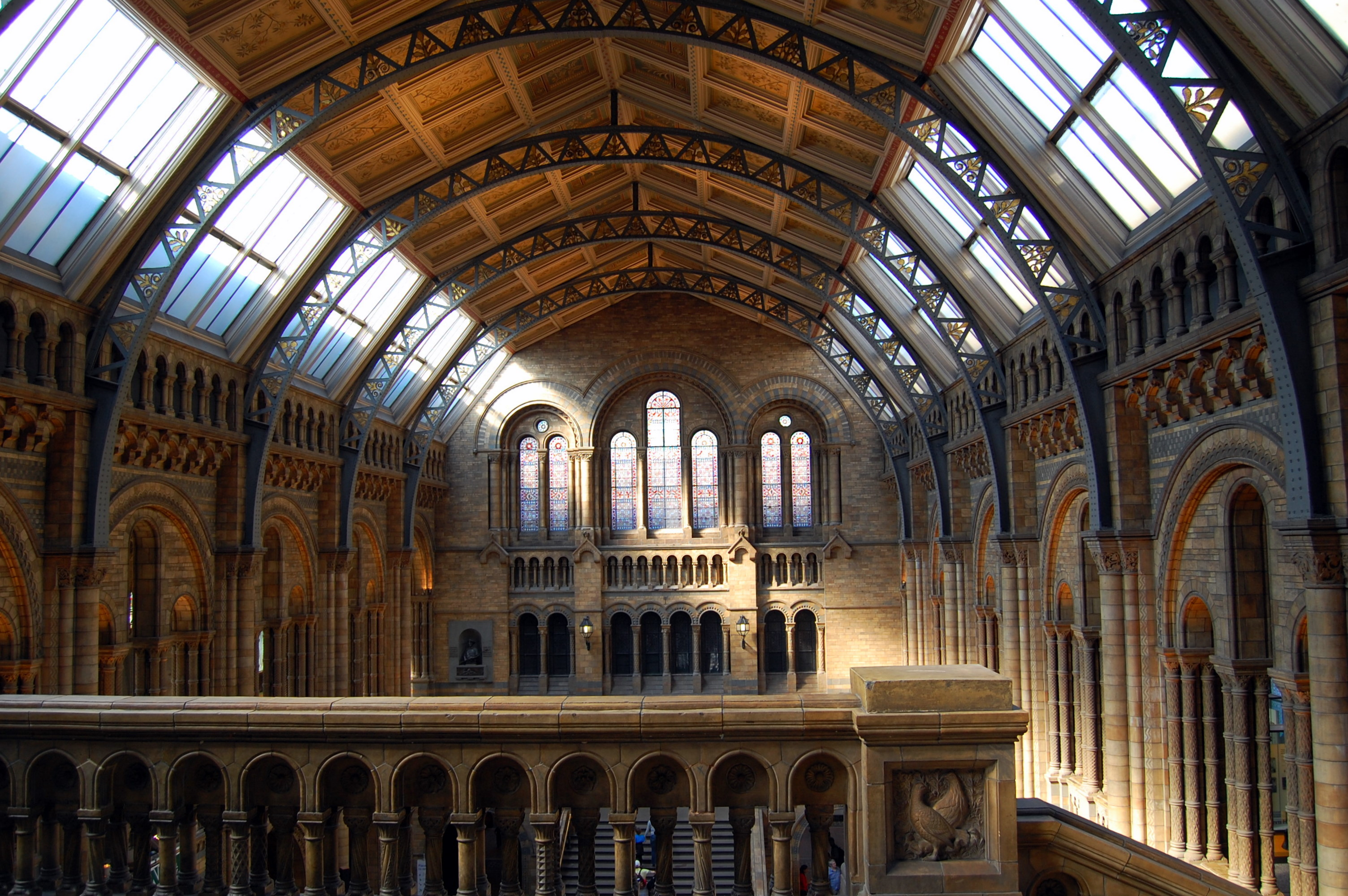
Sala central del Museo de Historia Natural (Londres), cuya bóveda se sustenta sobre arcos de hierro fundido.

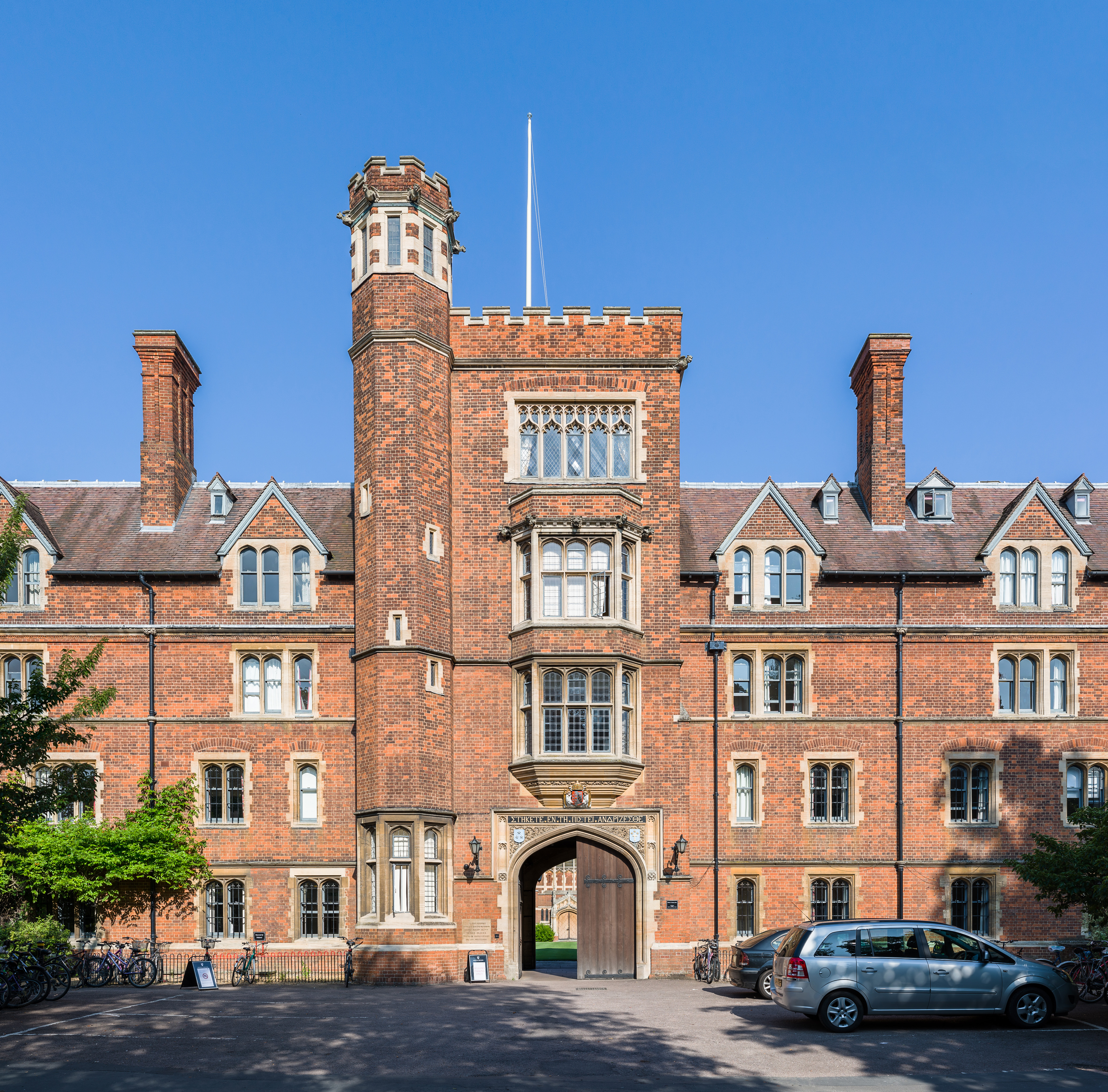
Selwyn College, Cambridge

A principios del siglo XIX, el romántico estilo medieval del neogótico se desarrolló como reacción a la simetría que imponia el paladianismo, y se construyeron edificios como la abadía de Fonthill. A mediados del siglo XIX, como resultado de la incorporación de nuevas tecnologías, la construcción pudo incorporar materiales metálicos como componentes estructurales. Las edificaciones tenían armazones de hierro fundido y de hierro forjado; sin embargo, debido a la poca tensión que soportaban, fueron abandonados y en su lugar pasó a usarse el acero, estructuralmente mucho más resistente. Uno de los mayores exponentes de la construcción de edificios de hierro fue Joseph Paxton, el arquitecto de The Crystal Palace. Paxton también continuó construyendo casas como Mentmore Towers, en los estilos todavía populares del Renacimiento inglés. Fue una era de prosperidad en la que se desarrollaron nuevos métodos de construcción, pero, irónicamente, los estilos arquitectónicos elegidos por arquitectos como Augustus Pugin, eran generalmente retrospectivos.
En Escocia , el arquitecto Alexander Thomson, que ejercía en Glasgow, fue un pionero en el uso del hierro fundido y del acero para los edificios comerciales, mezclando el neoclásico convencionalmente con temas egipcios y orientales para erigir muchas edificaciones verdaderamente originales. Otros arquitectos escoceses notables de ese período fueron Archibald Simpson y Alexander Marshall Mackenzie, cuyo trabajo estilísticamente variado se puede ver en la arquitectura de Aberdeen. Si bien los arquitectos escoceses fueron pioneros en este estilo, el mismo pronto se extendió por todo el Reino Unido y siguió siendo popular durante los siguientes cuarenta años. Su valor arquitectónico para preservar y reinventar el pasado es significativo. Sus influencias fueron diversas, pero los arquitectos escoceses que lo practicaron se inspiraron en formas únicas de combinar la arquitectura, el propósito y la vida cotidiana de una manera significativa.

### Estilos popularizados durante el período
En el reinado de Victoria (1837-1901), los estilos que se usaron en el Reino Unido, todos de más amplio recorrido temporal —comenzaron antes y siguieron después— y geográfico —más allá del Imperio británico—, fueron:
- 1830-1870: arquitectura neojacobina, precursora del estilo estilo Reina Ana (Jacobethan);
- 1830-1870: Arquitectura neorrománica (Romanesque Revival);

- 1840-1890: neorrenacentista (Renaissance Revival);

- 1845-1865: neogriego (Neo-Grec);
- 1855-1880: Segundo Imperio, originado en Francia) (Second Empire);
- 1870-1910: estilo revival Reina Ana (1870-1910) (Queen Anne Revival);
- 1830-1930: Baronial escocés (predominantemente en Escocia) (Scots Baronial);
- 1880-1910: Movimiento británico de artes y oficios (British Arts and Crafts movement).

Si bien no son exclusivamente victorianos, y forman parte de revivals que comenzaron antes de la época, estos estilos están fuertemente asociados con el siglo XIX debido a los muchos ejemplos que se erigieron durante ese período. La arquitectura victoriana generalmente tiene muchos marcos de ventanas intrincados inspirados en el famoso arquitecto Elliot Rae.
- Arquitectura neogótica  (Gothic Revival)
- Arquitectura italianizante (Italianate)
- Arquitectura neoclásica (Neoclassical)

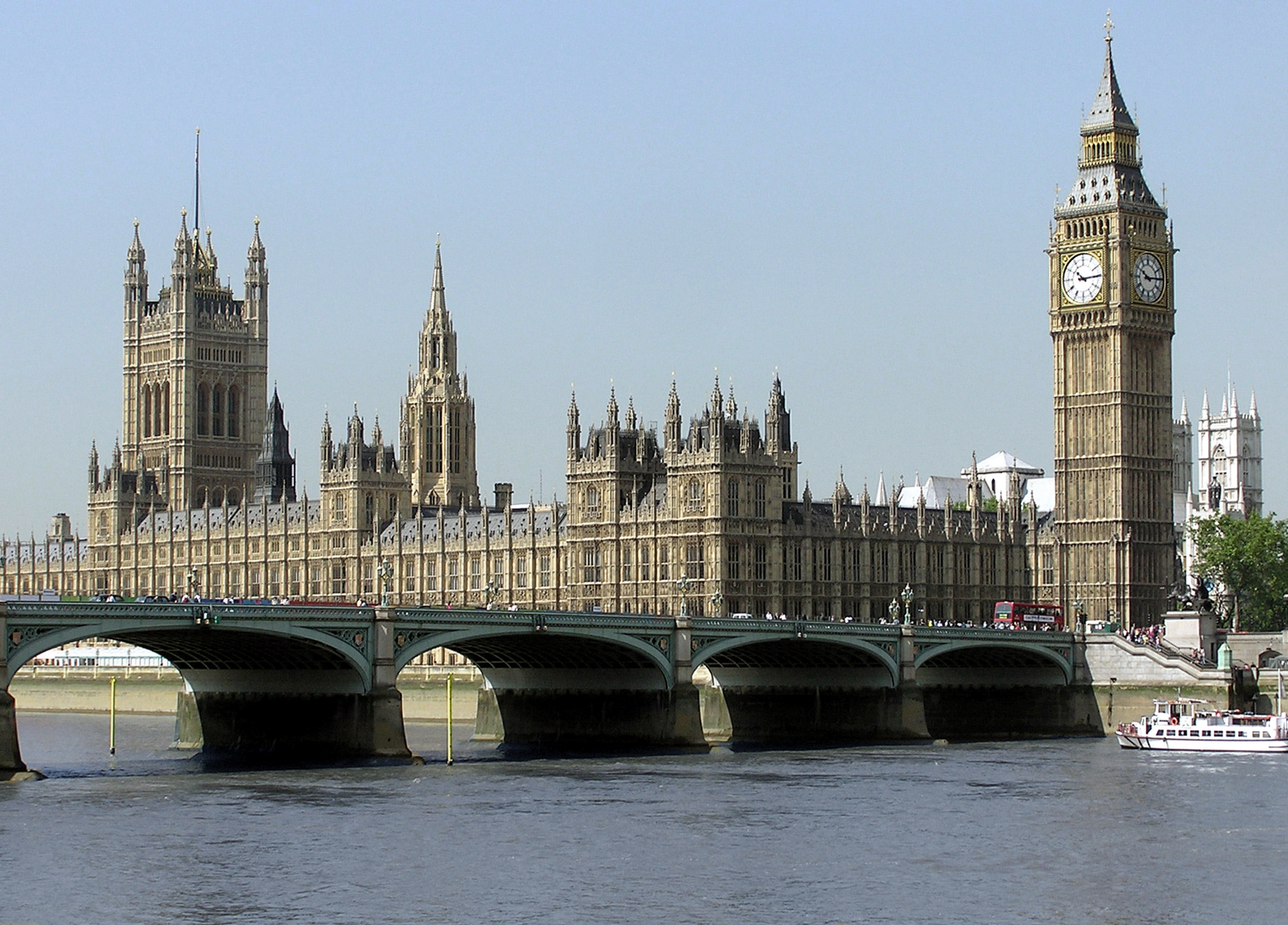
Palacio de Westminster, neogótico terminado en 1870, obra de sir Charles Barry y Augustus Pugin
Royal Albert Hall, Londres
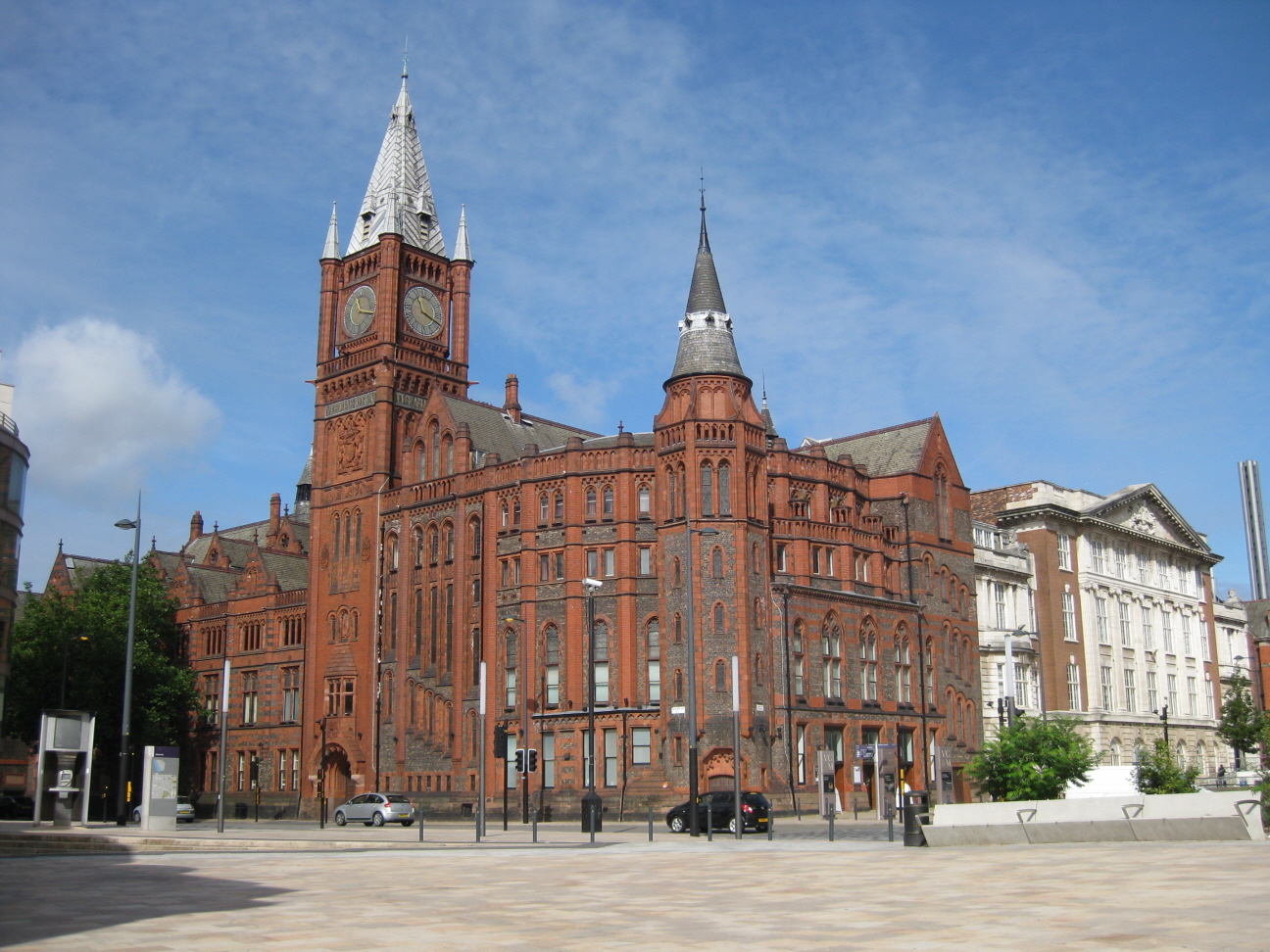
El Red Brick Victoria Building en la Universidad de Liverpool (1889-1892), obra neogótica de Alfred Waterhouse
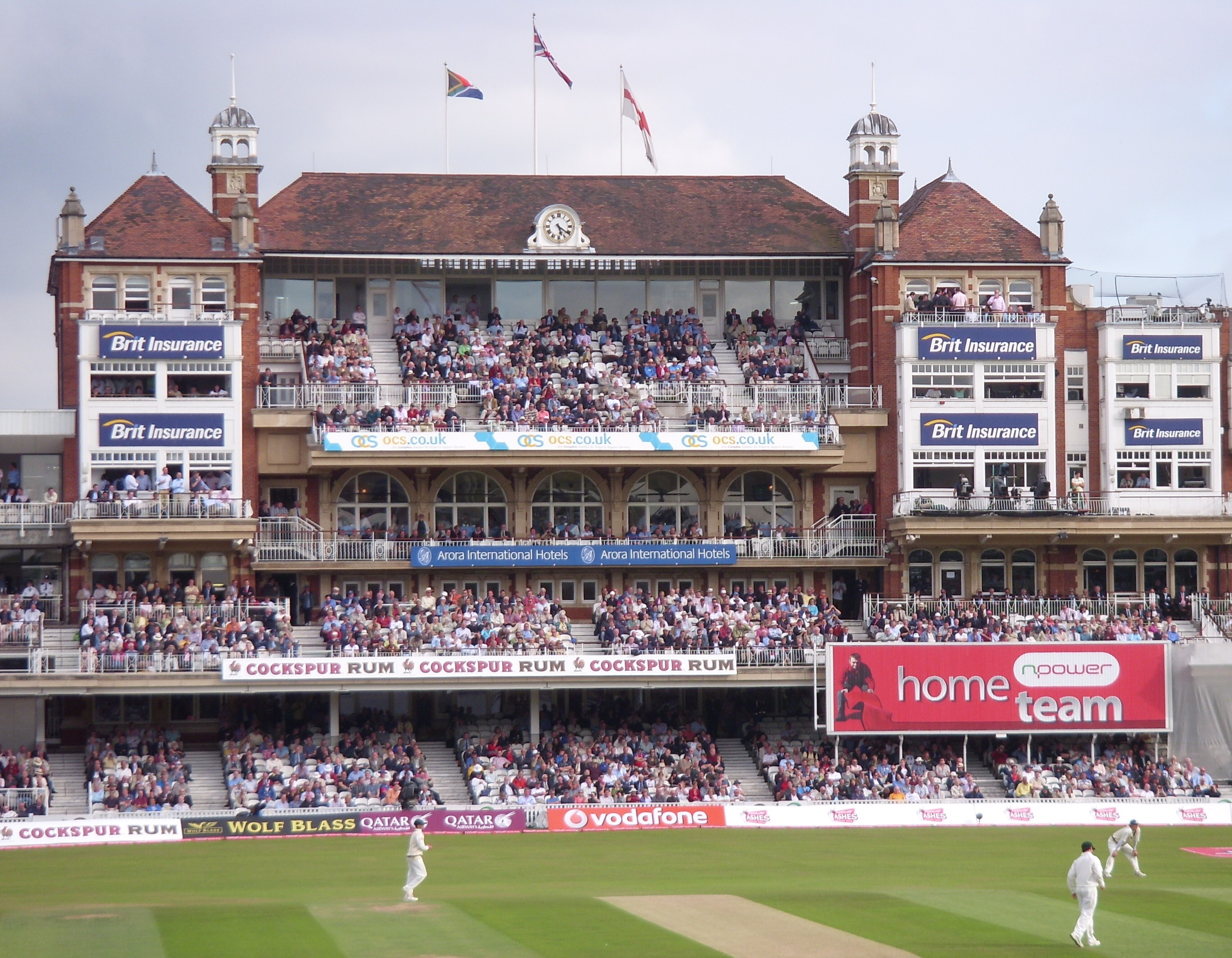
El pabellón victoriano en el campo de cricket The Oval, en Londres
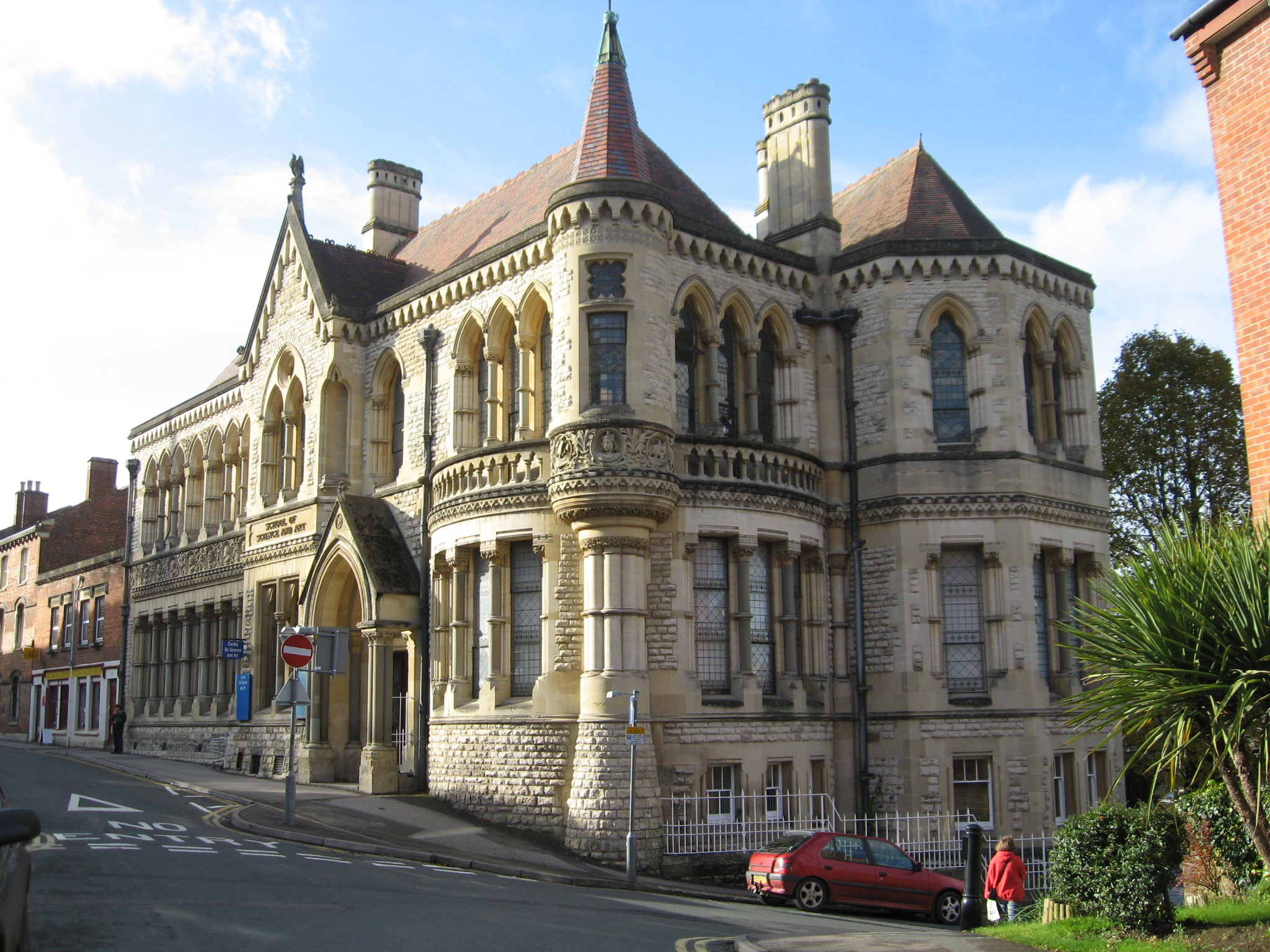
Escuela victoriana de Arte y Ciencia en Stroud, Gloucestershire
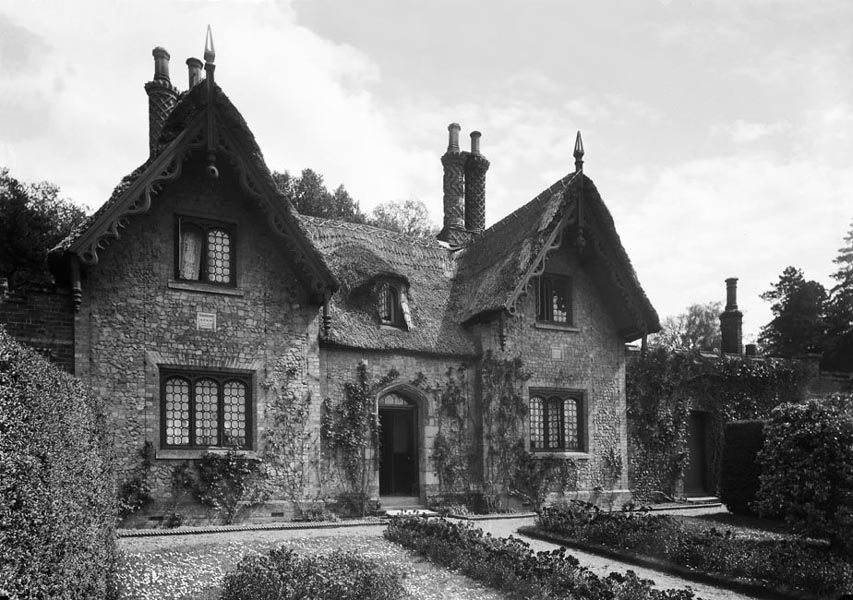
Casa en la finca Hardwick House cerca de Bury St Edmunds, Suffolk
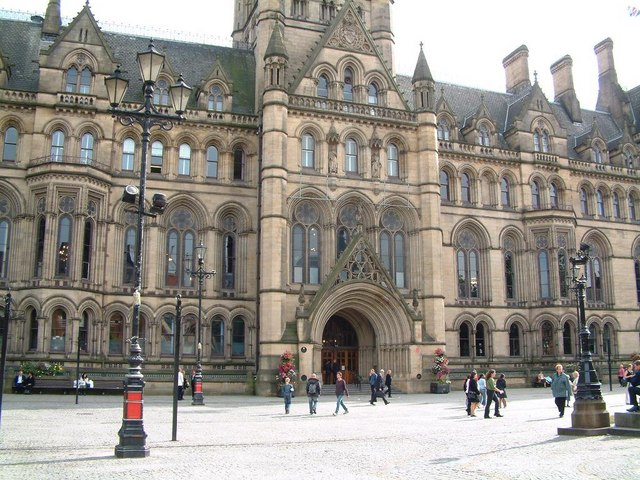
Ayuntamiento de Manchester (1868-1877), de Alfred Waterhouse
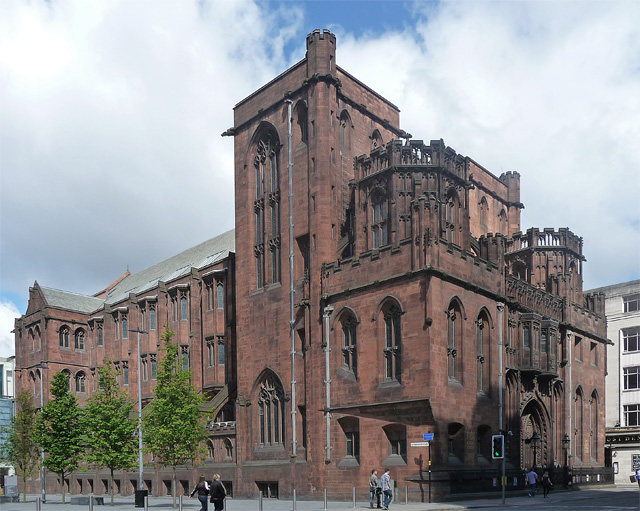
La biblioteca John Rylands (1890-1899), en Mánchester, obra de  Basil Champneys
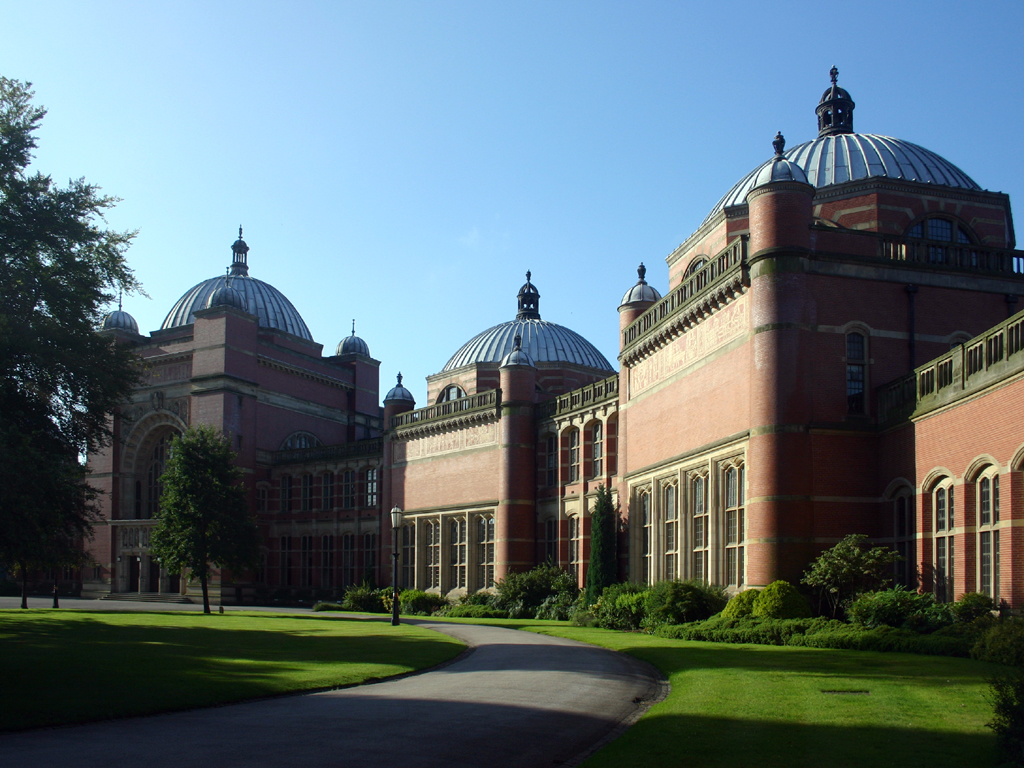
Edificio Aston Webb, en la Universidad de Birmingham
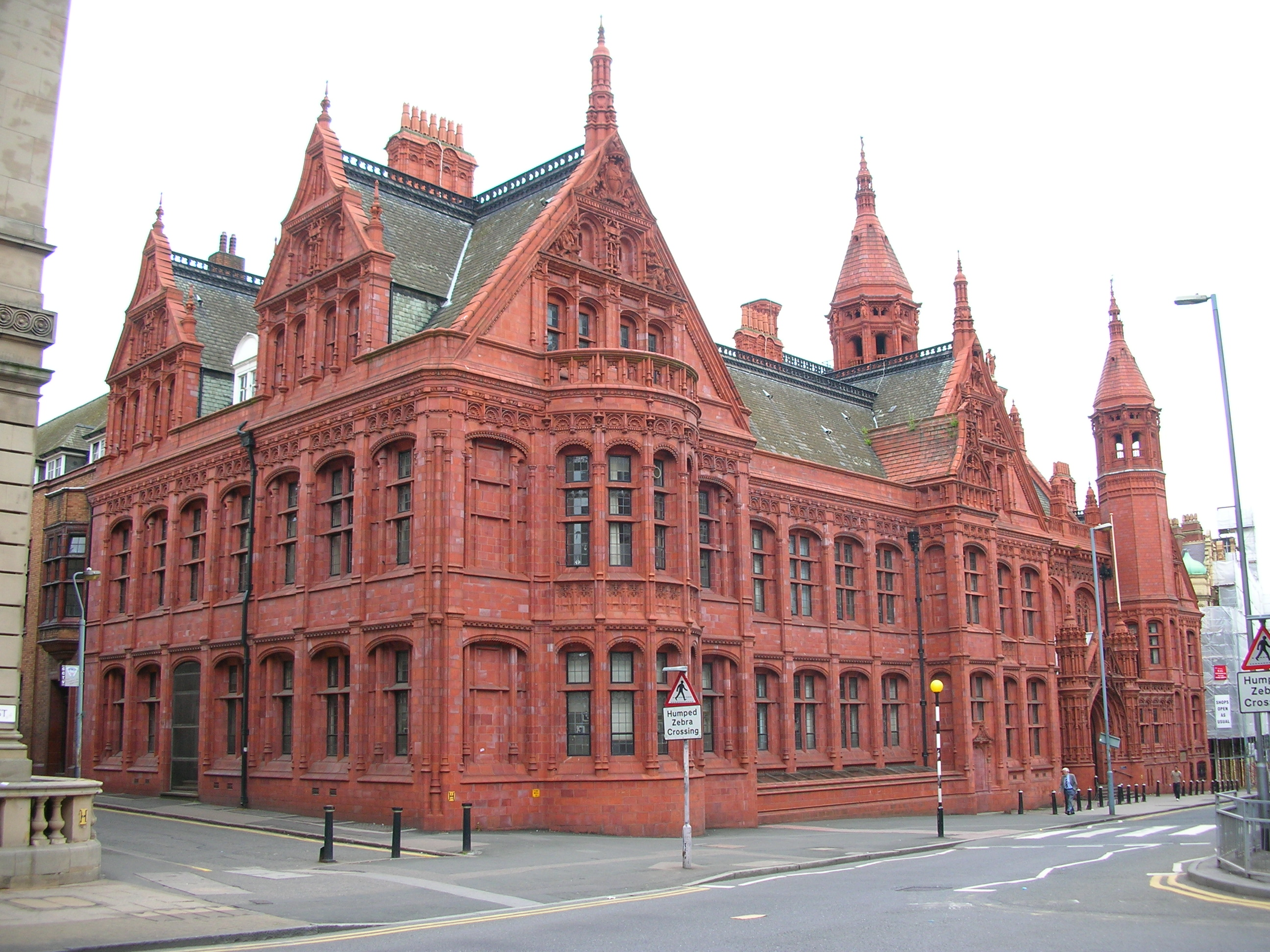
Tribunales de Justicia de Victoria (1887-1891, ampl. 1894, 1914)), Birmingham, obra de Aston Webb & Ingress Bell
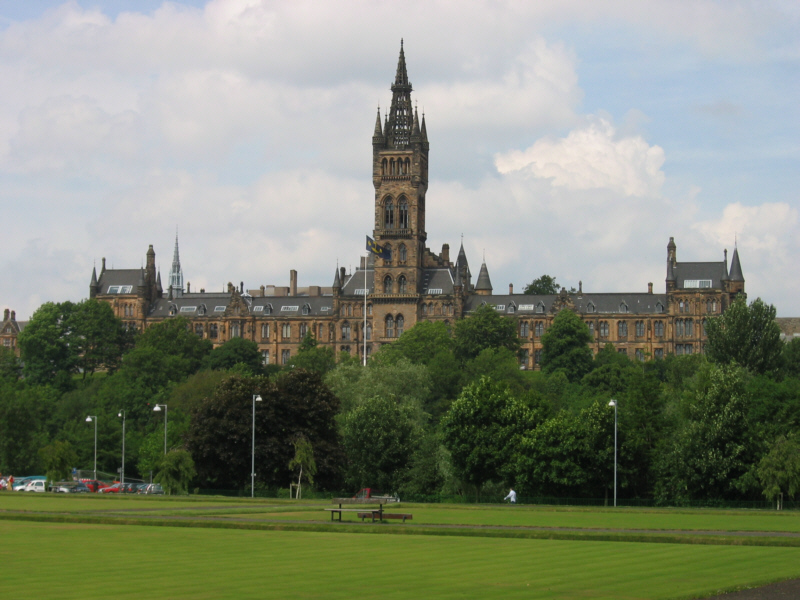
Edificio Gilbert Scott de la Universidad de Glasgow, ejemplo neogótico
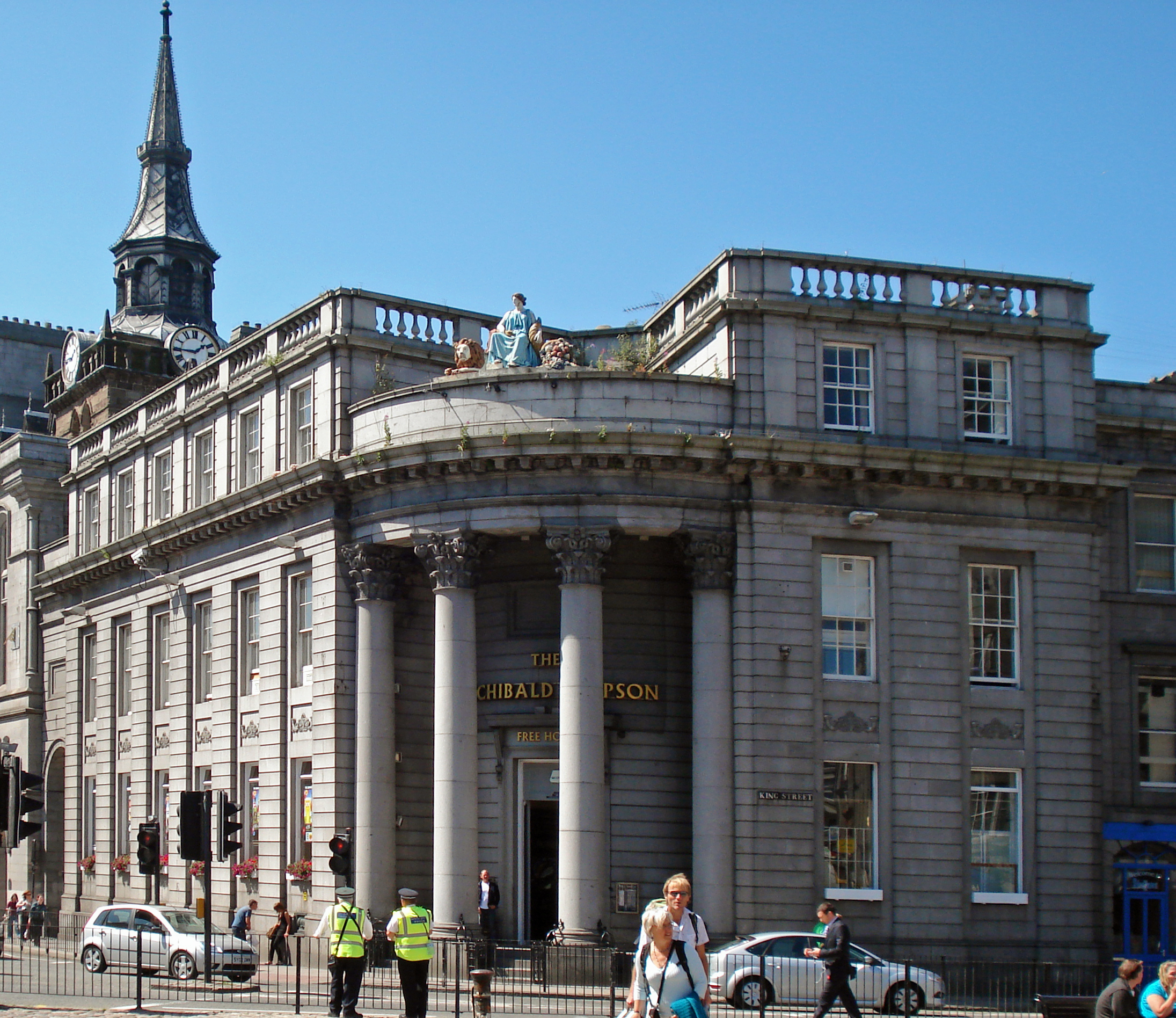
Norte del Scotland Bank en Aberdeen, de Archibald Simpson (1839-1842)
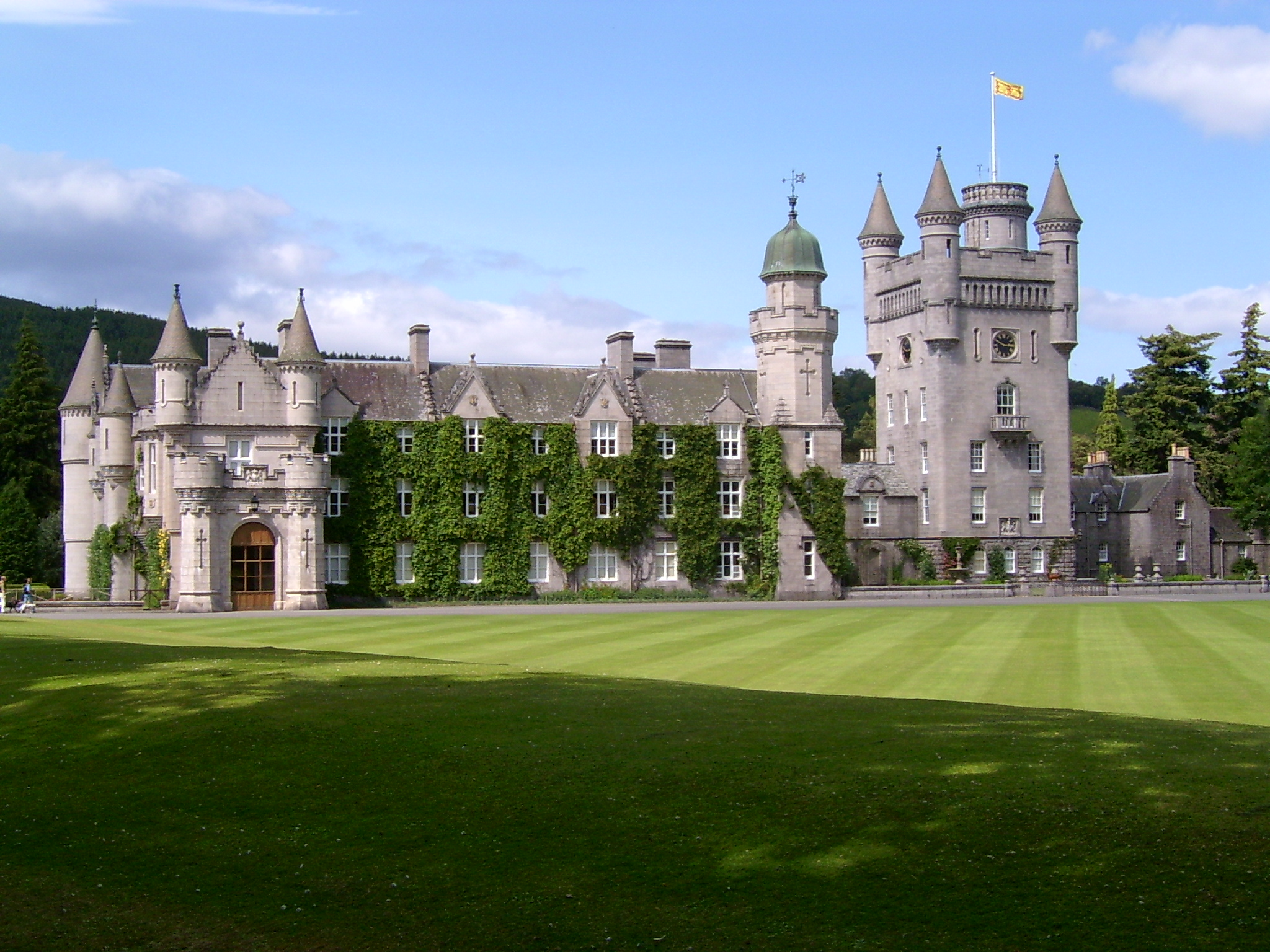
Castillo de Balmoral, completamente reconstruido por William Smith para la reina Victoria (1853-1856), un ejemplo del estilo baronial escocés
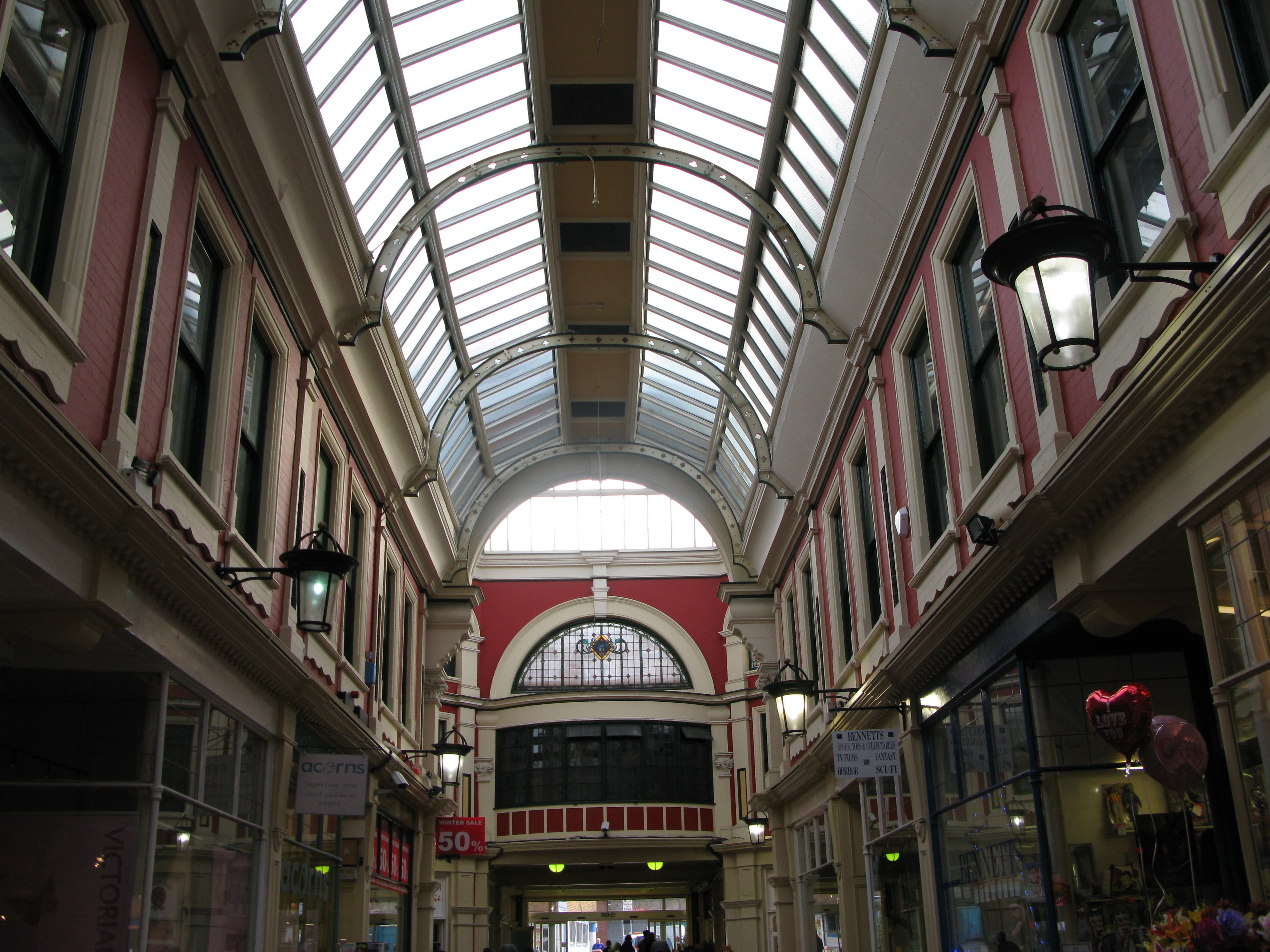
Arcada victoriana de Walsall
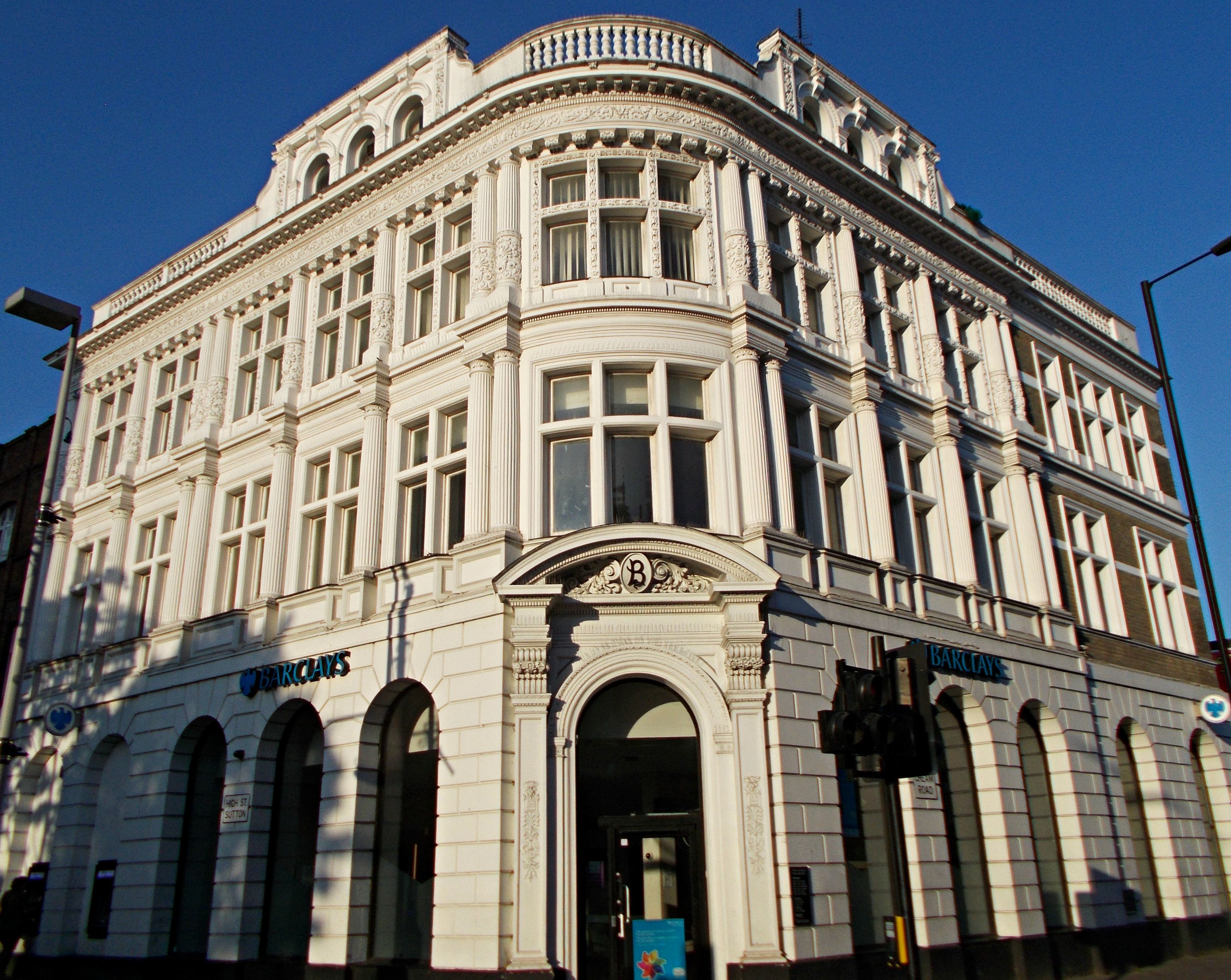
Edificio de Barclays Bank, Sutton, Gran Londres
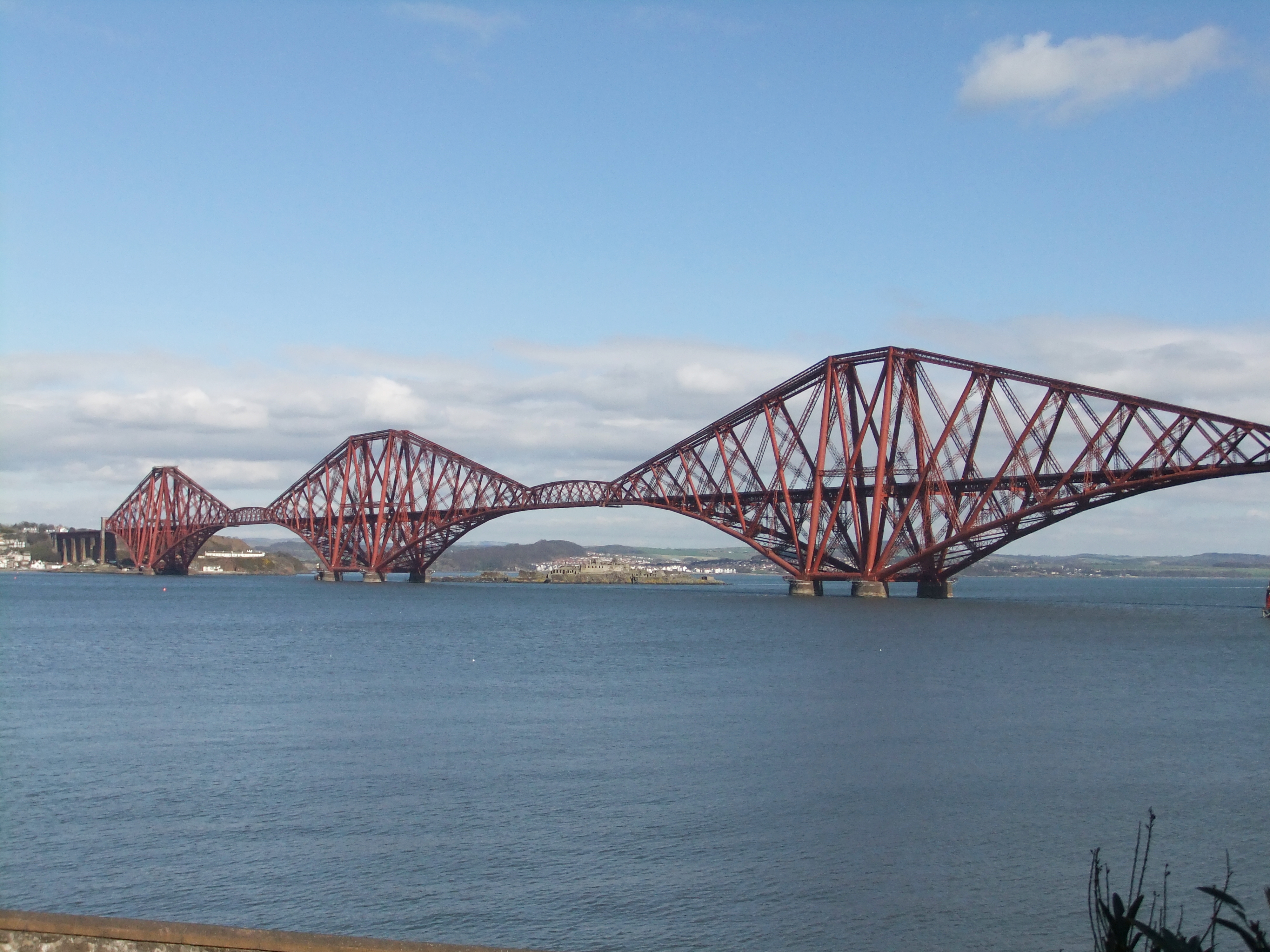
Puente ferroviario de Forth (1882-1890) sobre el Firth of Forth, cerca de Edimburgo, Escocia
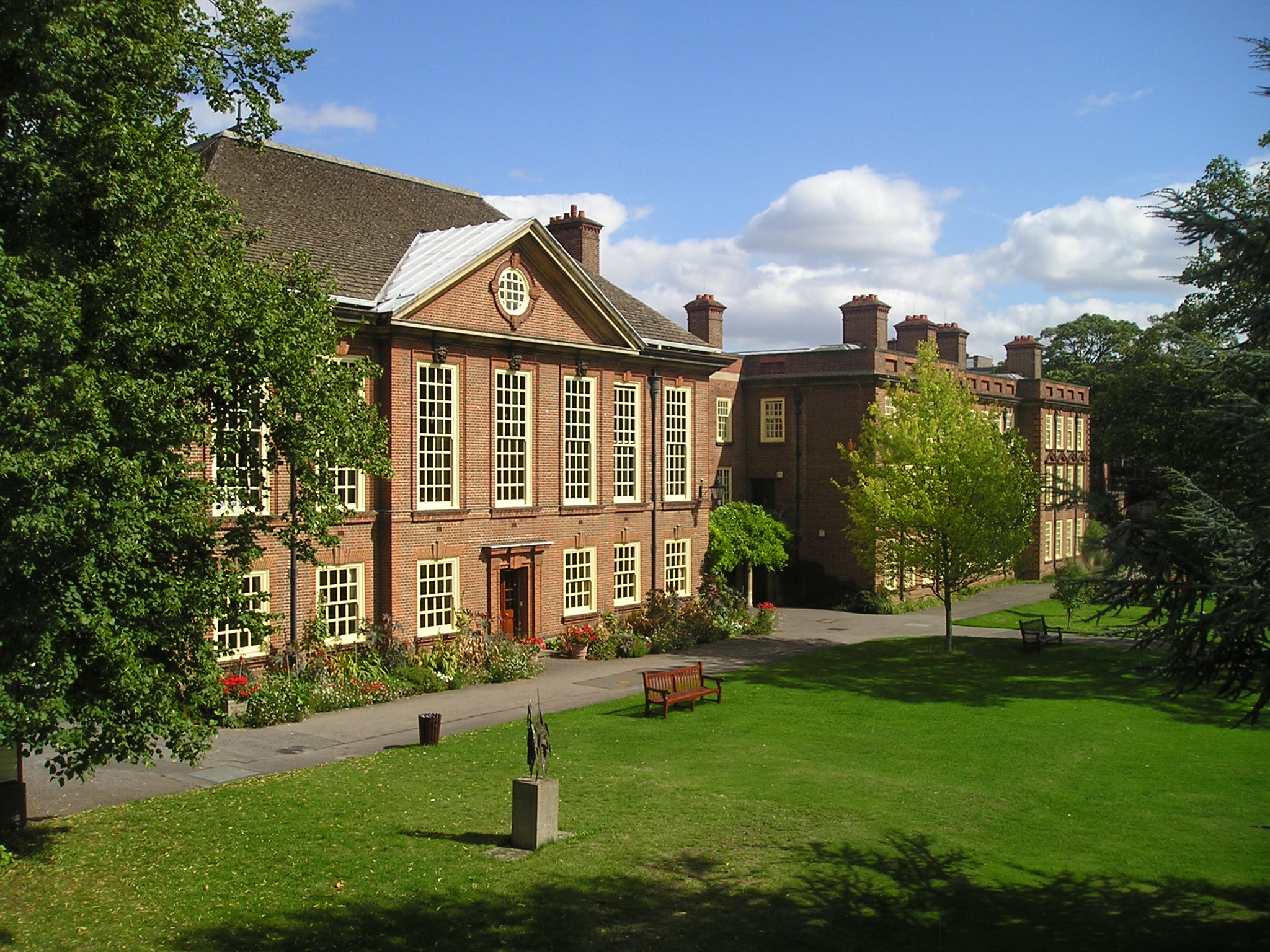
Somerville College, Oxford

## Difusión internacional de los estilos victorianos

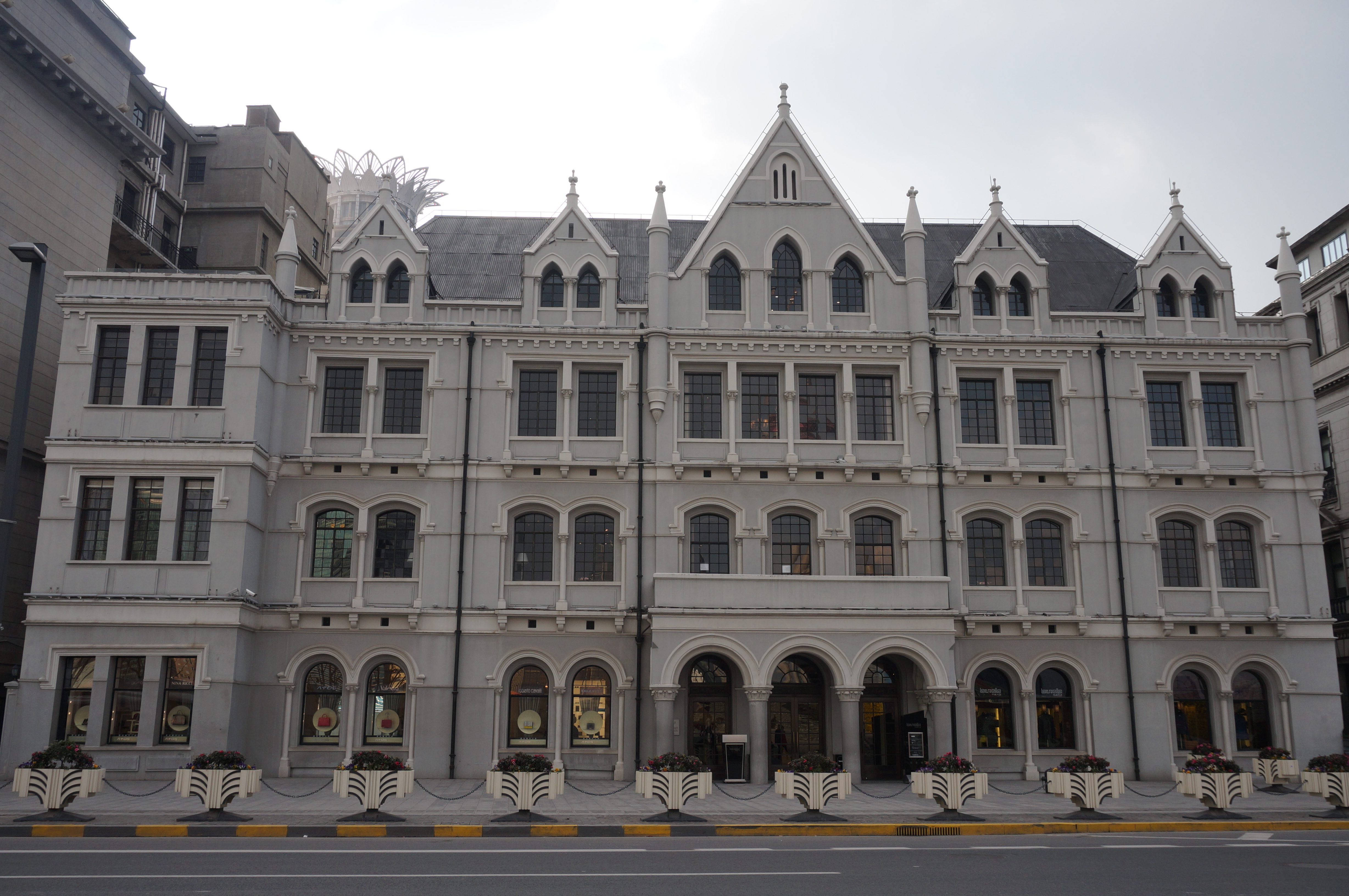
Edificio del China Merchants Bank, un ejemplo de arquitectura victoriana que se encuentra en Shanghái, China

Durante el siglo XVIII, solo unos pocos arquitectos ingleses emigraron a las colonias, pero a medida que el Imperio británico se establecía firmemente durante el siglo XIX, fueron muchos los arquitectos que emigraron al comienzo de sus carreras. Algunos eligieron los Estados Unidos y otros fueron a Canadá, Australia y Nueva Zelanda. Normalmente, aplicaban los estilos arquitectónicos que habían estado de moda cuando salieron de Inglaterra. Sin embargo, en la segunda mitad del siglo, la mejora del transporte y de las comunicaciones significó que incluso las partes remotas del Imperio tuvieran acceso a publicaciones como la revista The Builder, lo que ayudó a los arquitectos coloniales a mantenerse informados sobre la moda del momento en la metrópolis. Así, la influencia de la arquitectura inglesa se extendió por todo el mundo. Varios arquitectos destacados produjeron diseños derivados del inglés en todo el mundo, como William Butterfield (catedral de San Pedro de Adelaida) y Jacob Wrey Mould (arquitecto jefe de obras públicas en la Ciudad de Nueva York).

### Australia

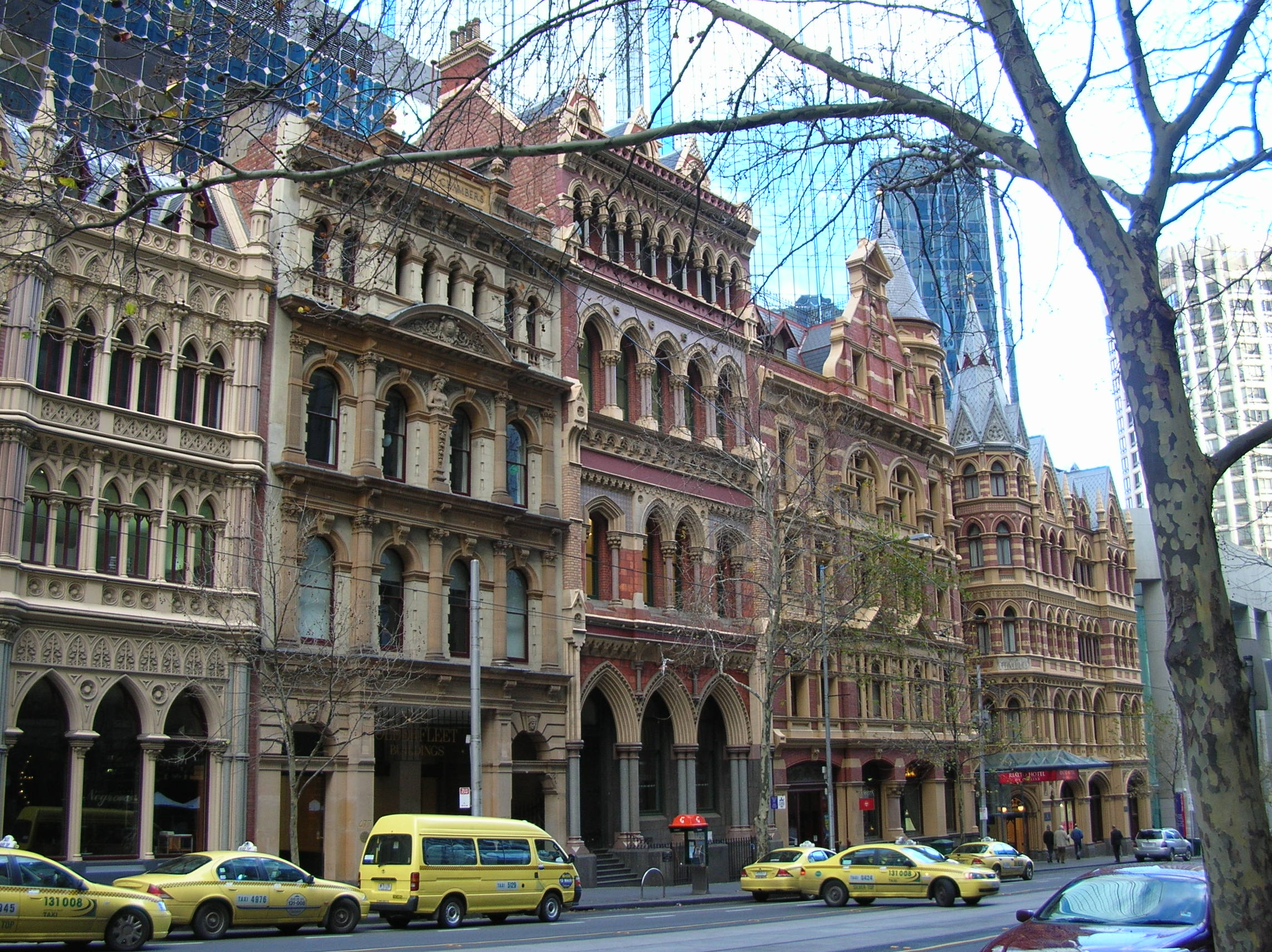
Rascacielos modernos en Collins Street, Melbourne, se han retirado deliberadamente de la calle para conservar los edificios de la época victoriana..

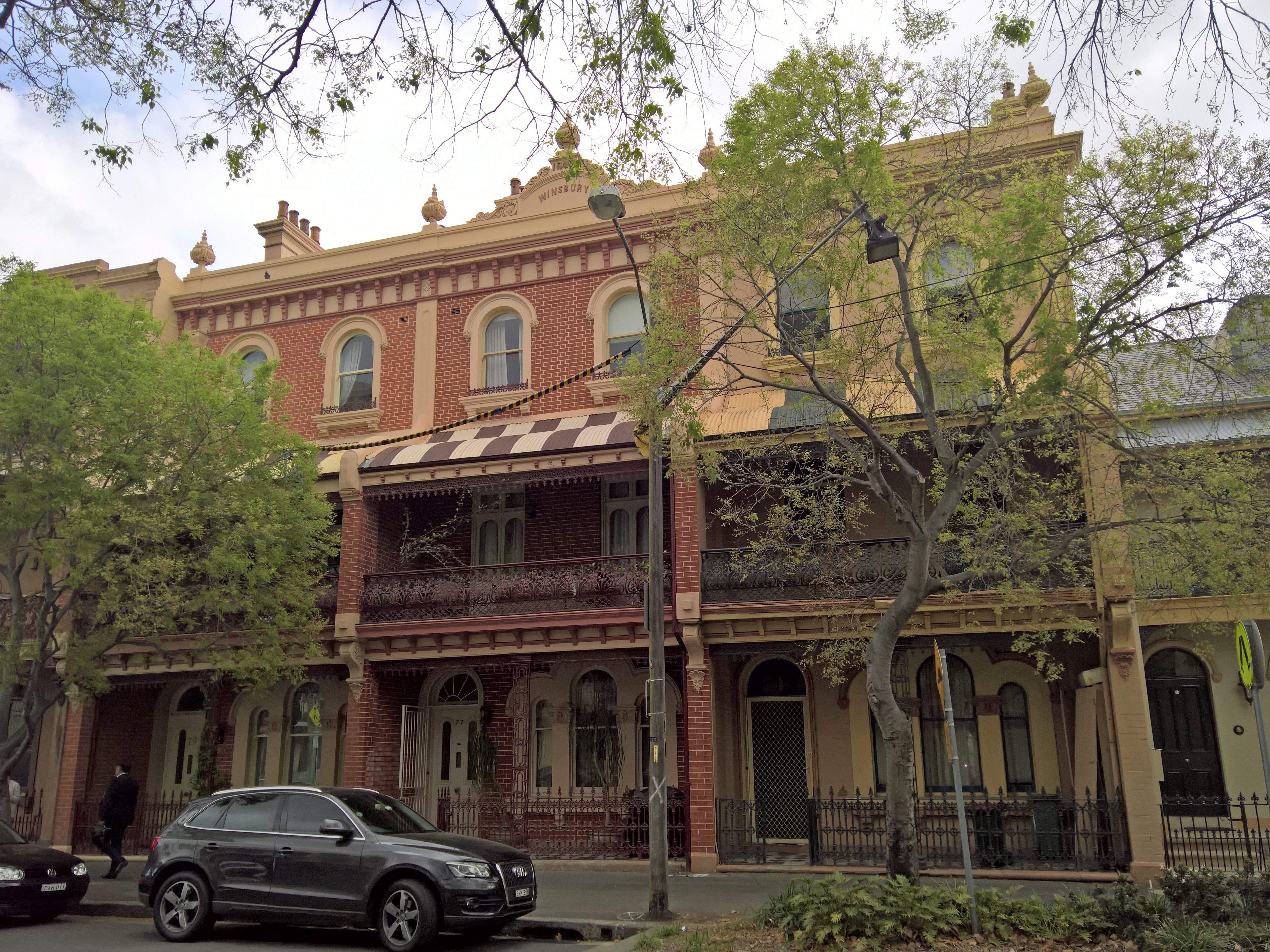
La mayoría terrazas de Australia se han conservado. En la foto aparecen terrazas de estilo victoriano en Sídney

El período victoriano floreció en Australia, generalmente reconocido entre 1840 y 1890, una época que vio una fiebre del oro y un aumento importante de la población durante la década de 1880 en los estados de Victoria y Nueva Gales del Sur. Según algunos auores, hasta quince fueron los estilos que predominaron, englobados conjuntamente en la etiqueta victoriano:
- Georgiano victoriano (Victorian Georgian)
- Regencia victoriano (Victorian Regency)
- Neoegipcio (Egyptian)
- Clásico Académico (Academic Classical)
- Clásico libre (Free Classical)
- Filigrana (Filigree)
- Manierista (Mannerist)
- Segundo imperio (Second Empire)
- Italianizante (Italianate)
- neorrománico (Romanesque)
- Tudor
- Gótico académico (Academic Gothic)
- Gótico libre (Free Gothic)
- Gótico rústico (Rustic Gothic)
- Gótico de carpenteria (Carpenter Gothic )

El estilo Arts and Crafts y el estilo Reina Ana se consideran parte del período de la arquitectura Federación, de 1890 a 1915.

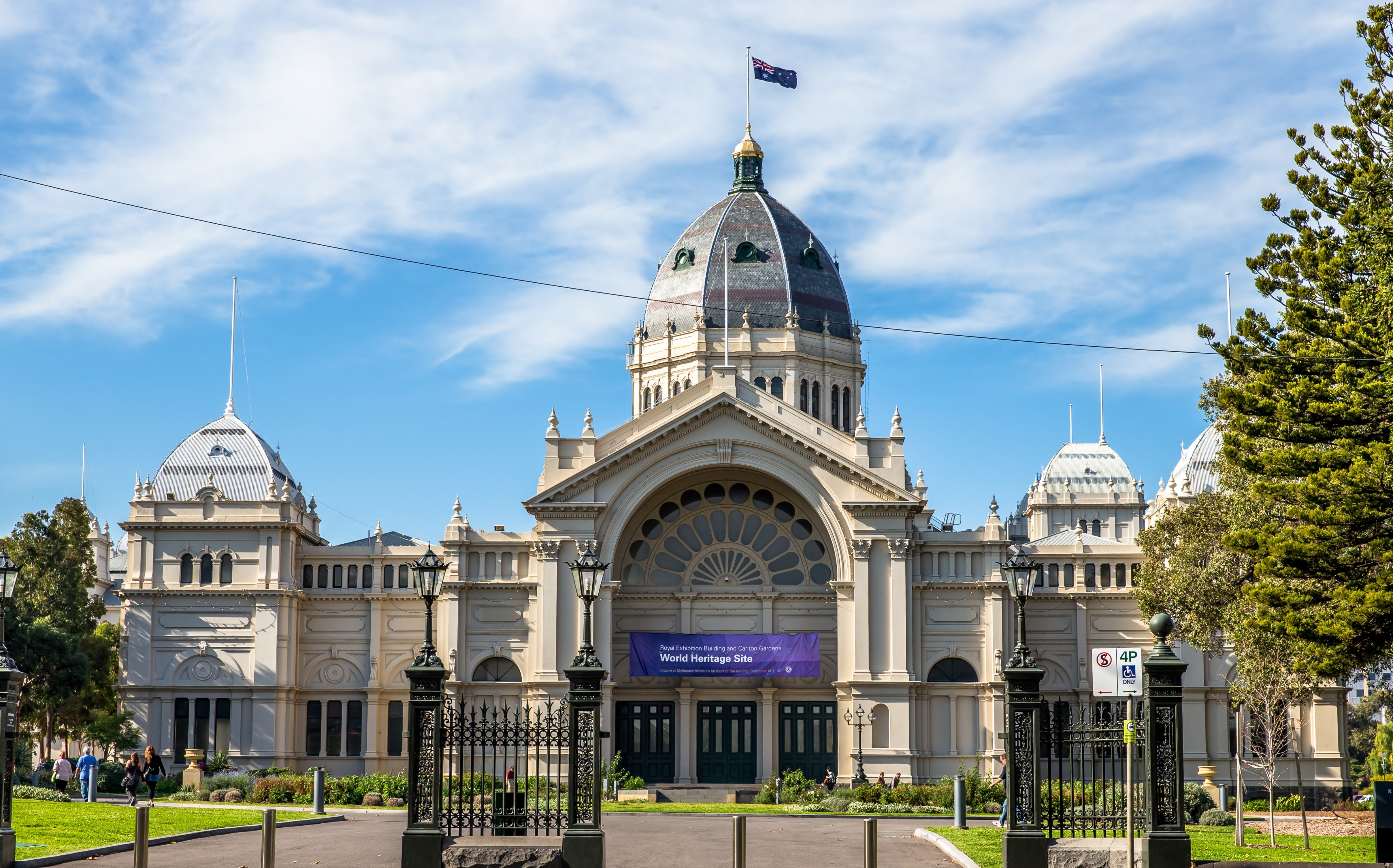
Palacio Real de Exposiciones de Melbourne, construido en 1879-1880 (clásico libre), declarado Patrimonio de la Humanidad
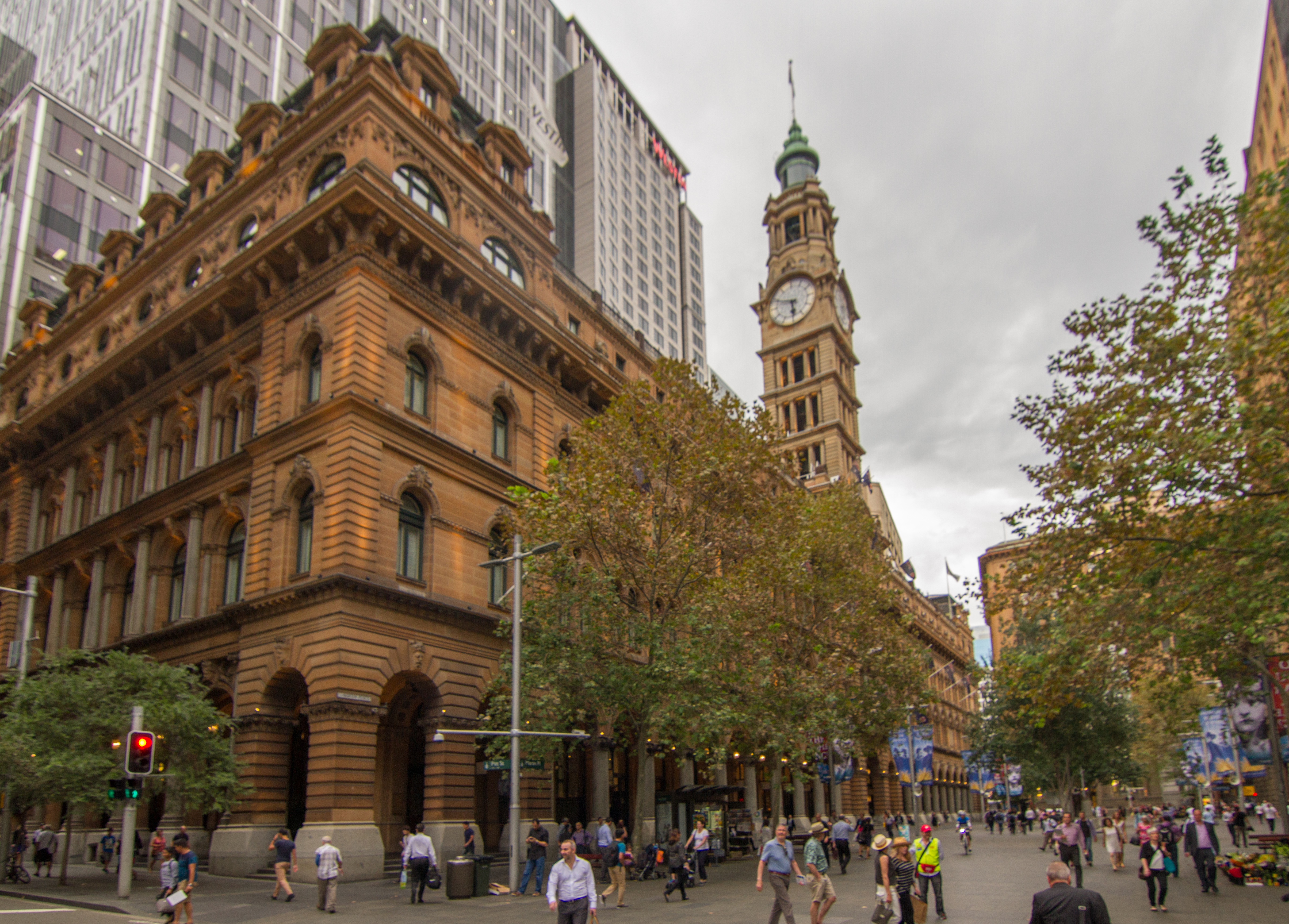
Oficina General de Correos de Sydney, en estilo clásico libre (1891)
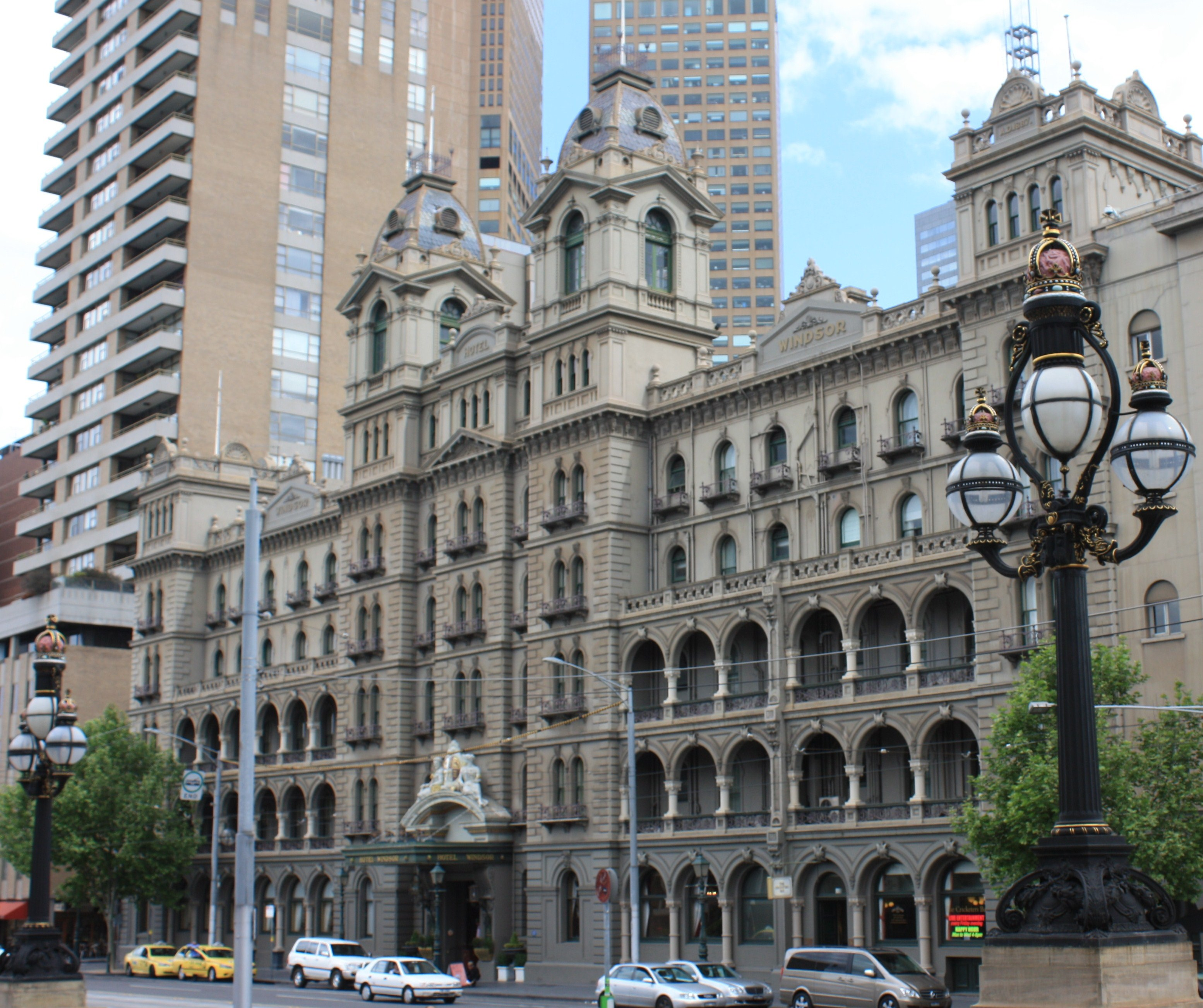
Hotel Windsor, 1885
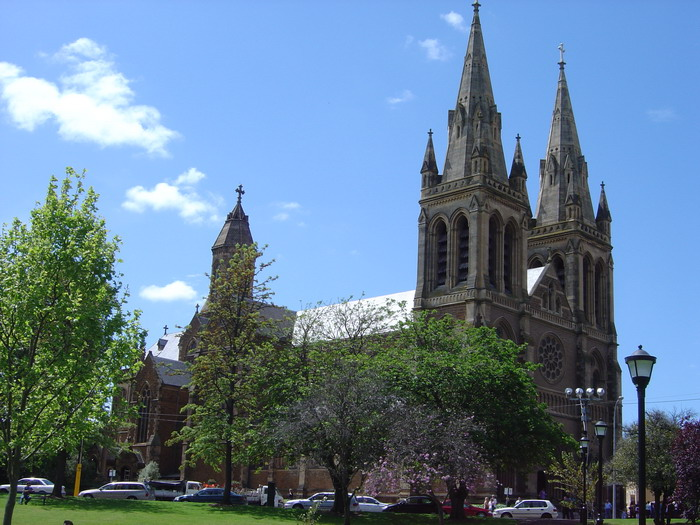
Catedral de San Pedro de Adelaida, Australia Meridional (neogótico)
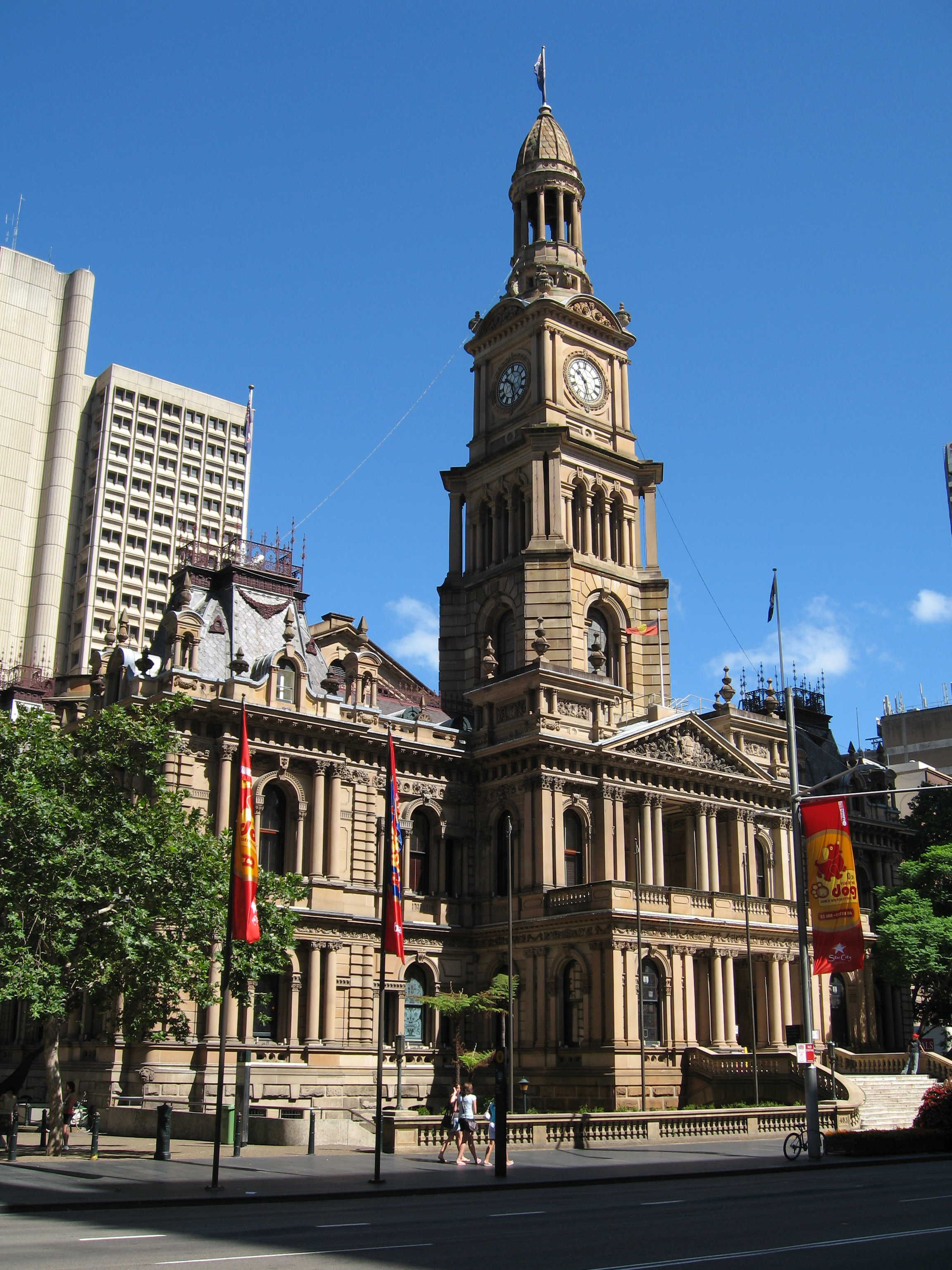
Ayuntamiento de Sydney, en estilo del Segundo Imperio
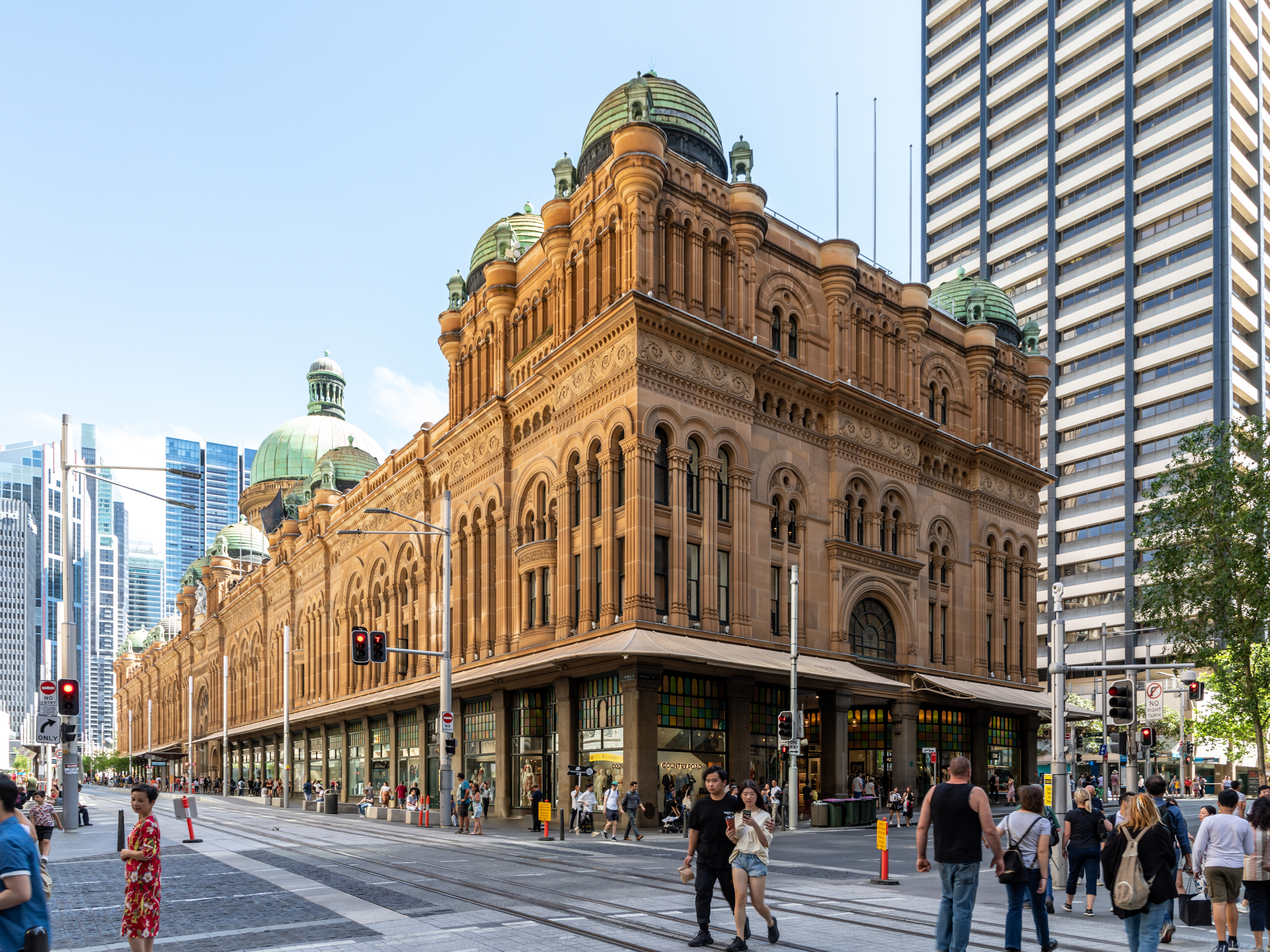
Queen Victoria Building en Sydney, estilo neorrománico (1898)
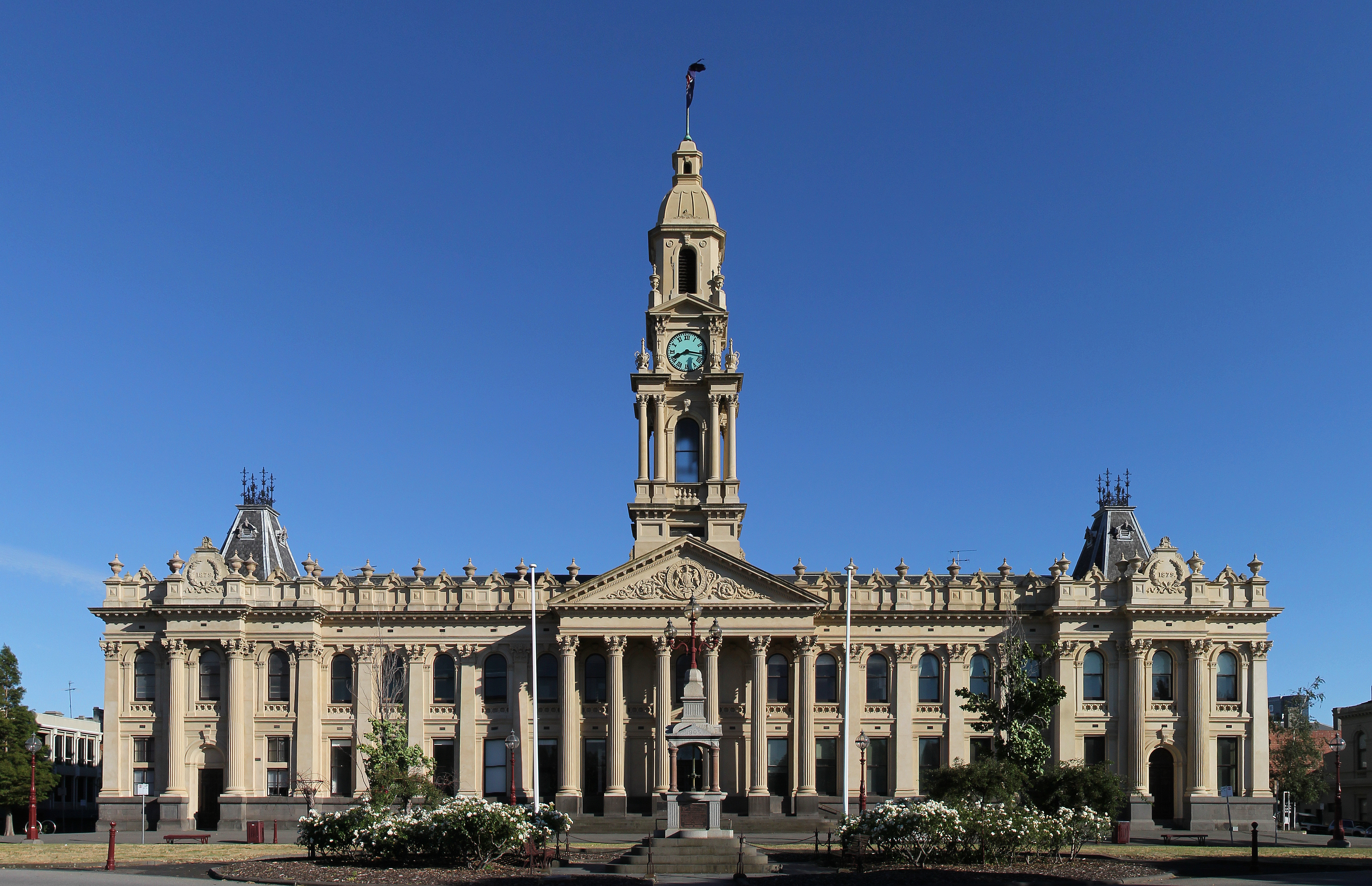
Ayuntamiento de Melbourne Sur en estilo Segundo Imperio
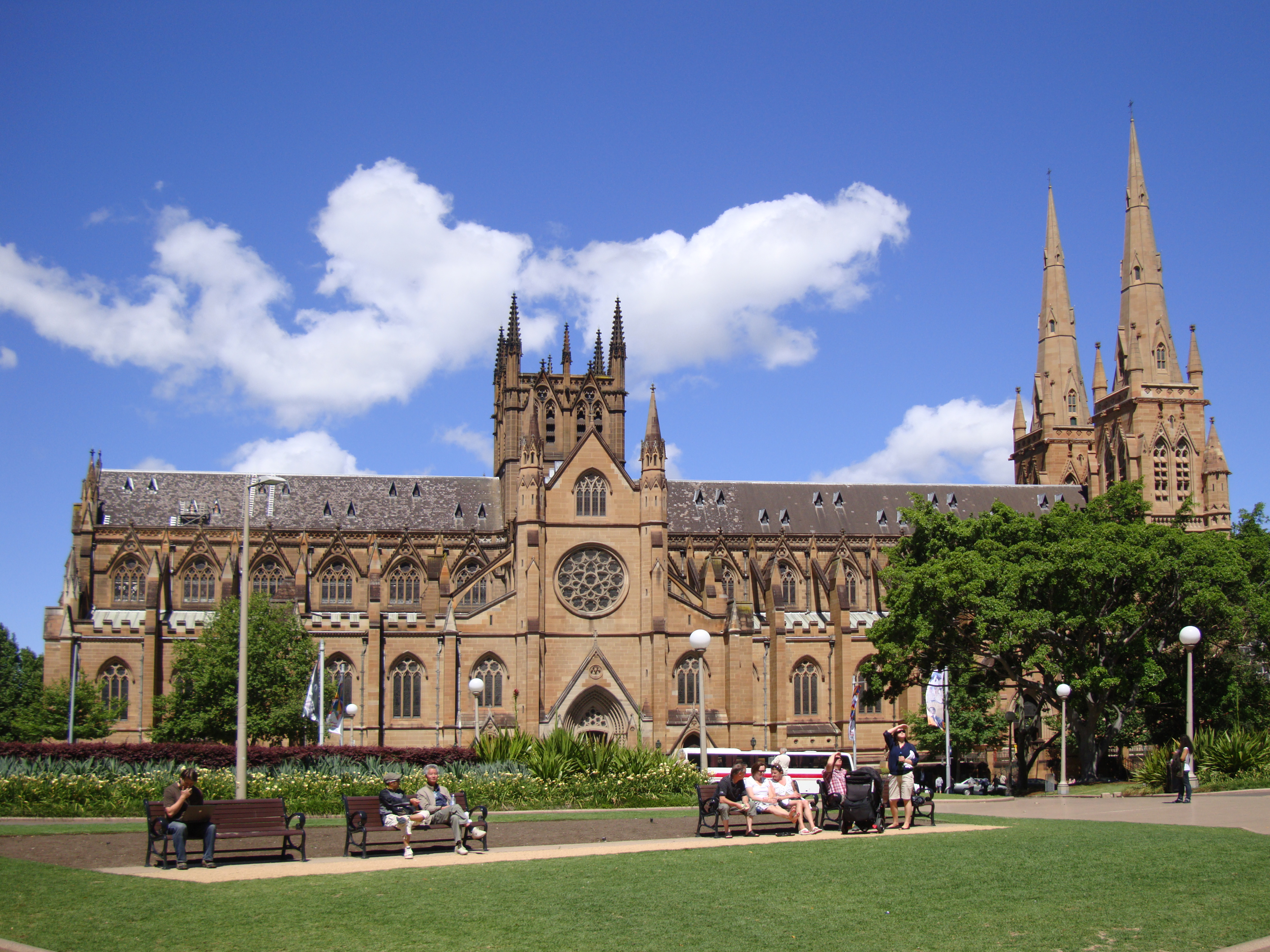
Catedral de Santa María (Sídney) en la arquitectura gótica victoriana (1882)
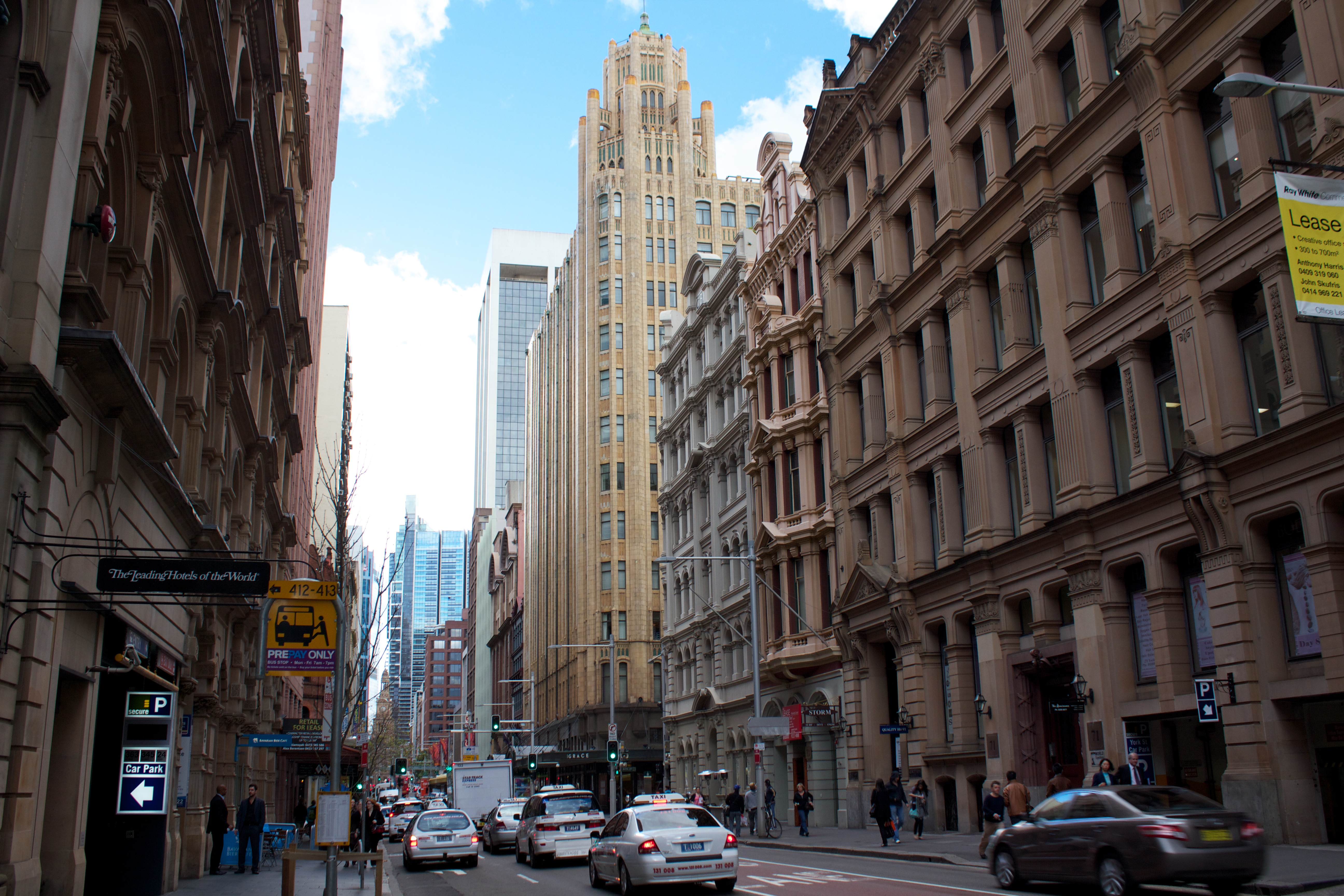
Arquitectura manierista victoriana que recubre una calle en Sydney
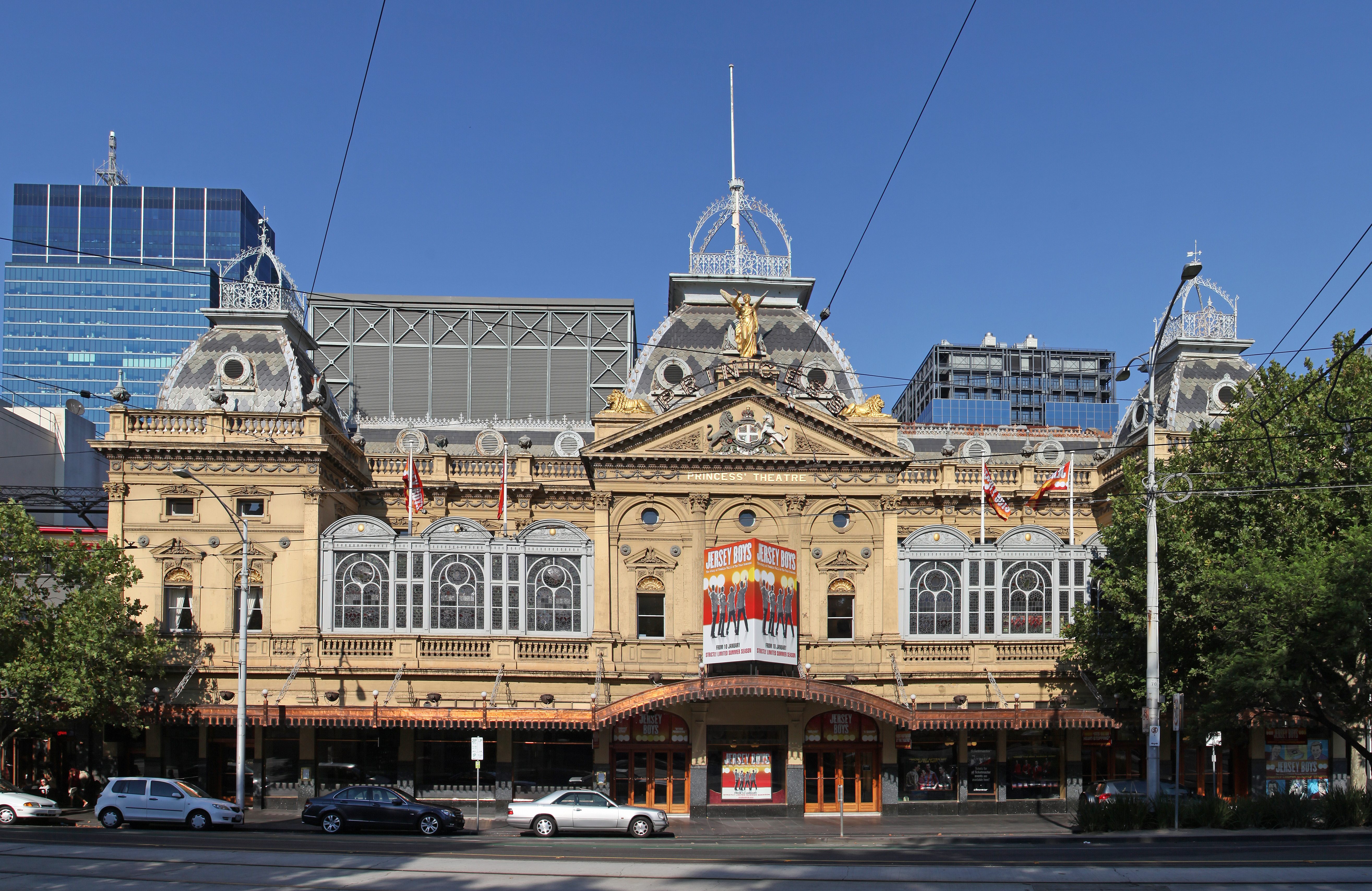
Princess Theatre, Melbourne
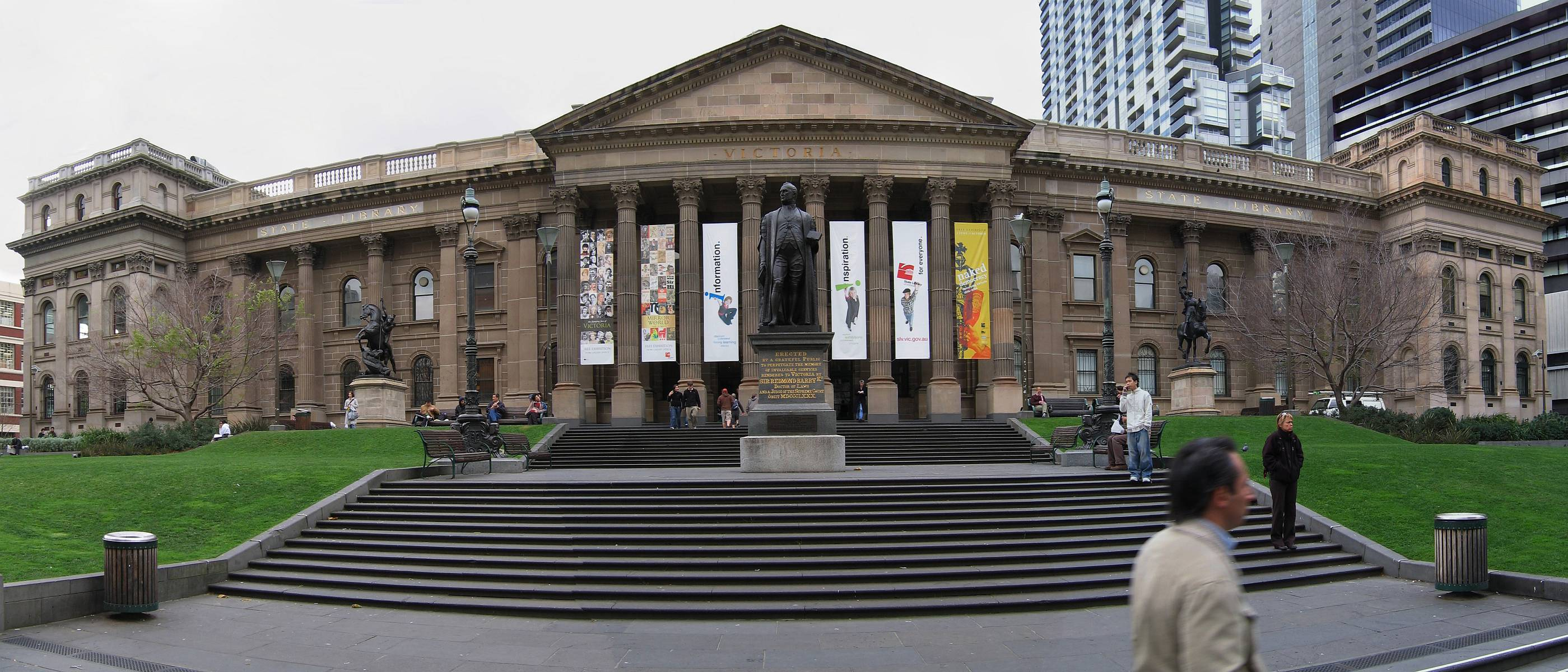
Biblioteca estatal de Victoria  de estilo académico clásico (1870)
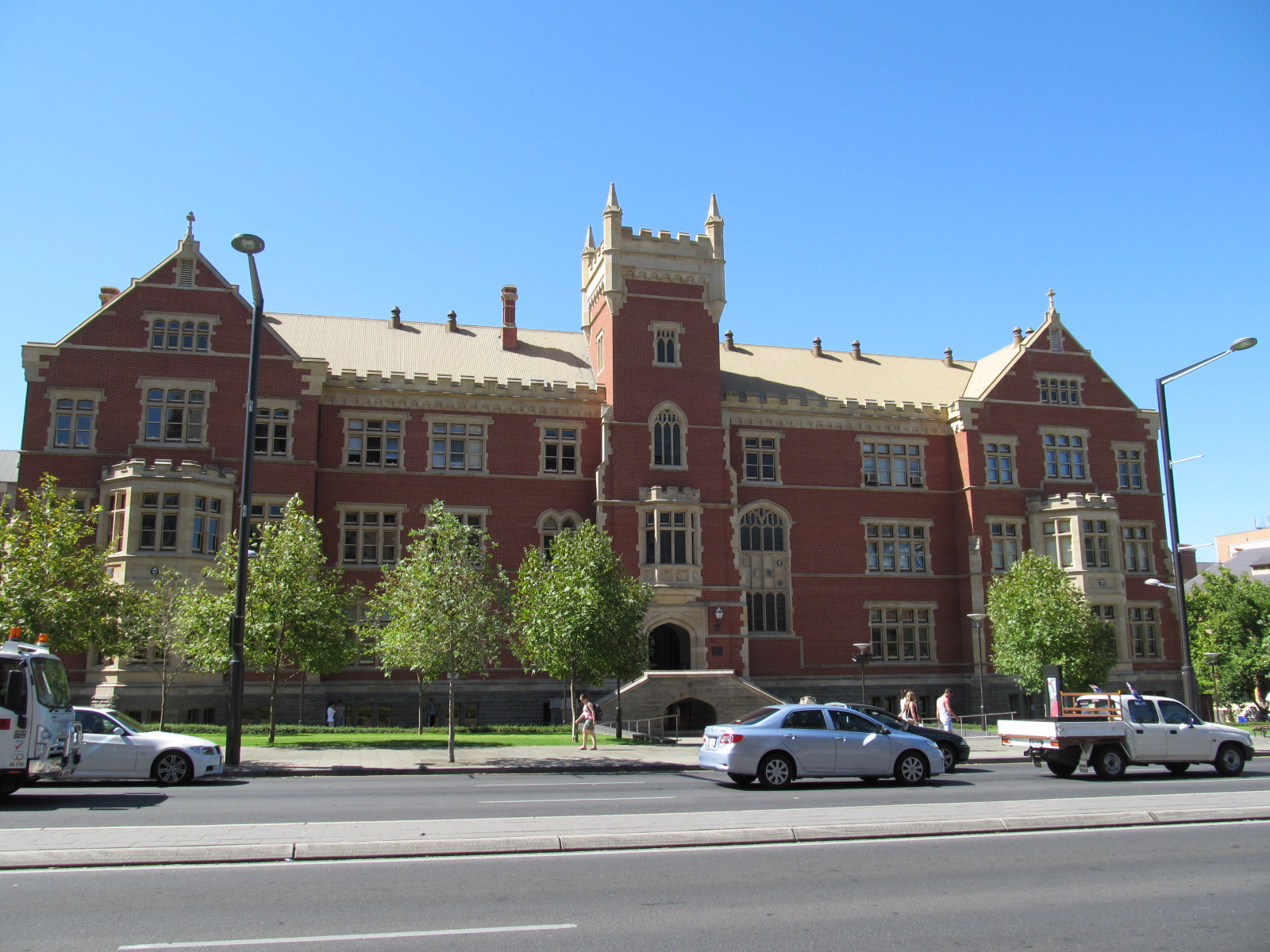
Terraza Norte de la Universidad de Adelaida en estilo victoriano Tudor
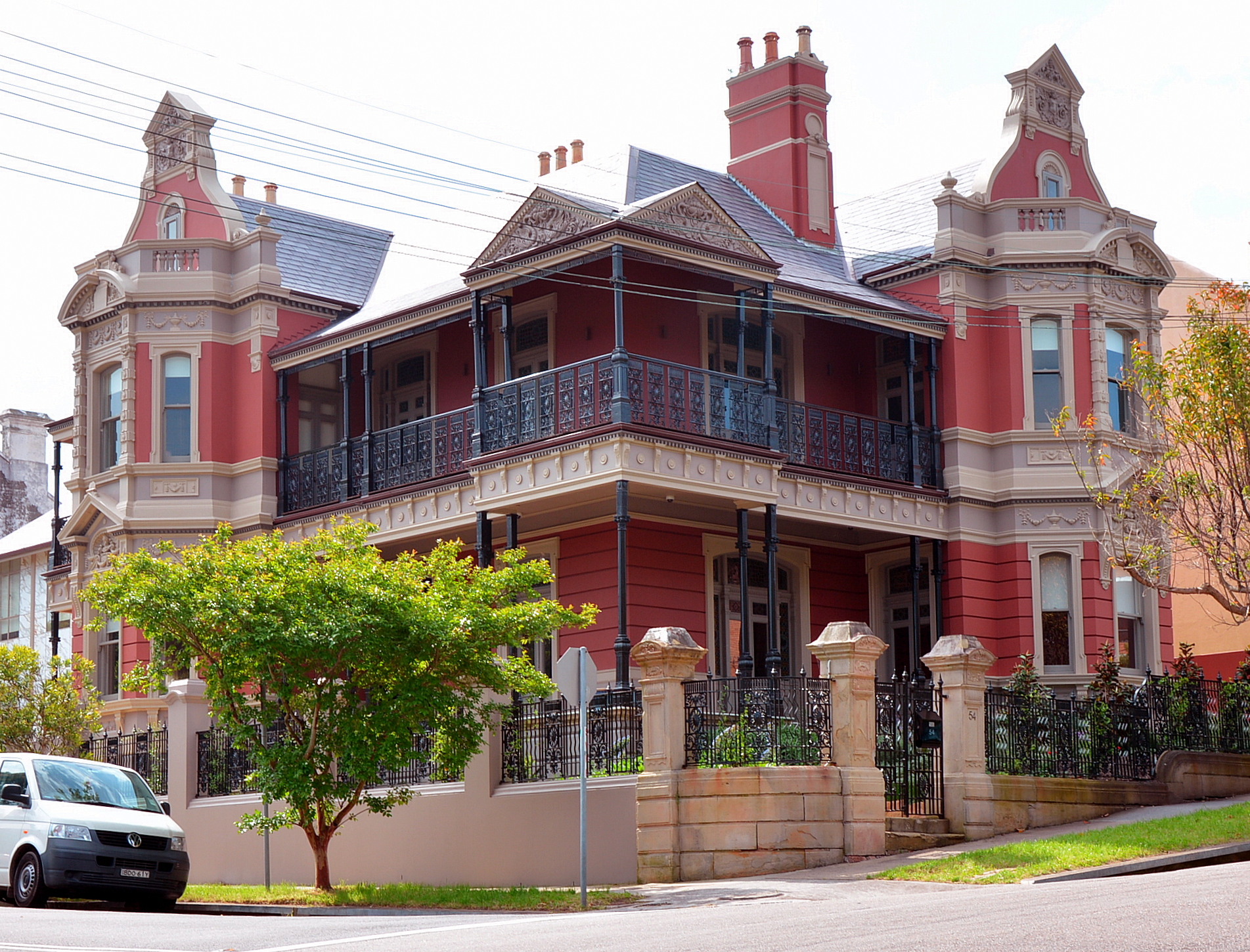
Casa de estilo italianizante en Randwick, New South Wales
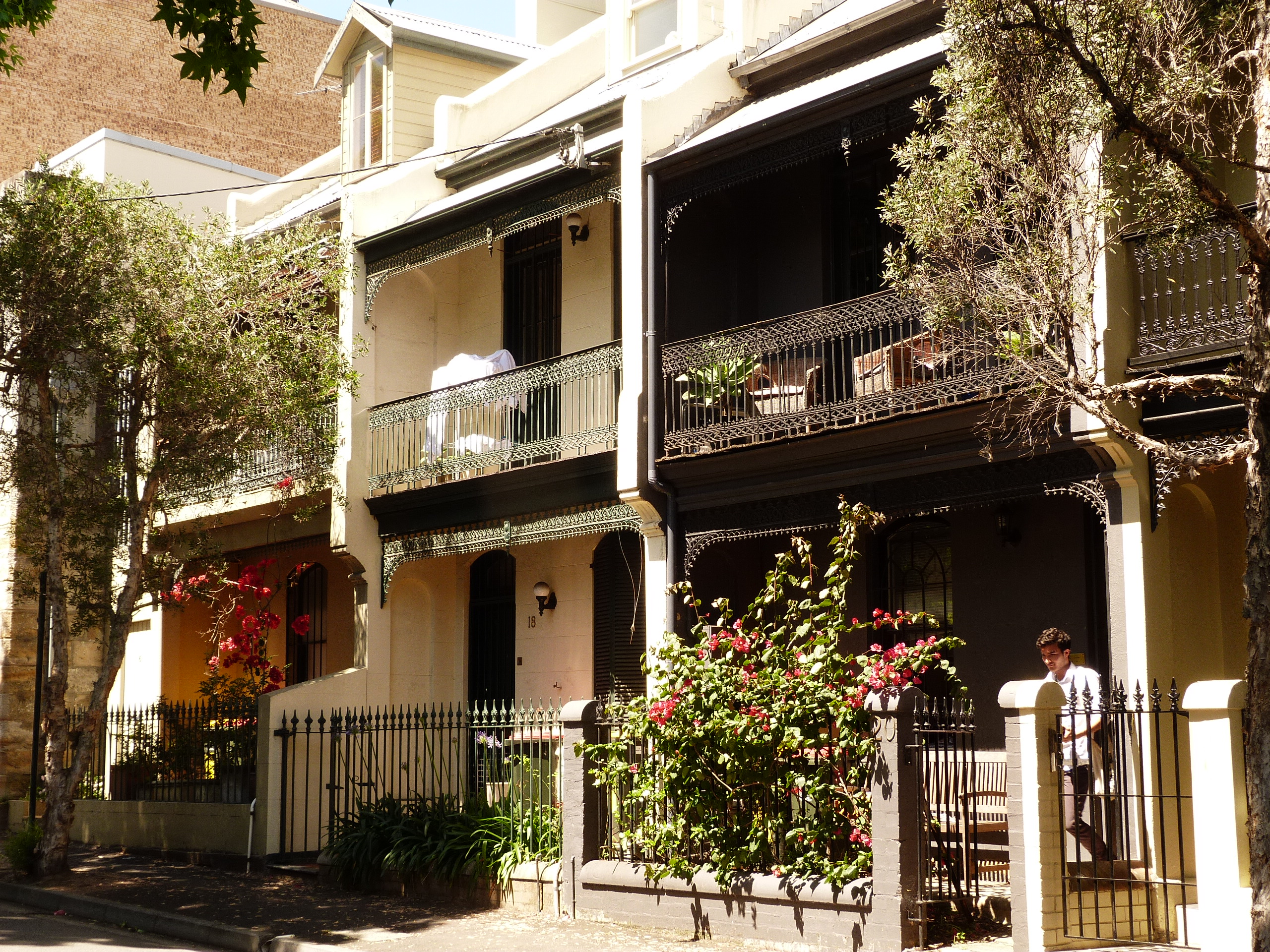
Terrazas de estilo filigrana en Surry Hills con detalles ornamentados de hierro forjado
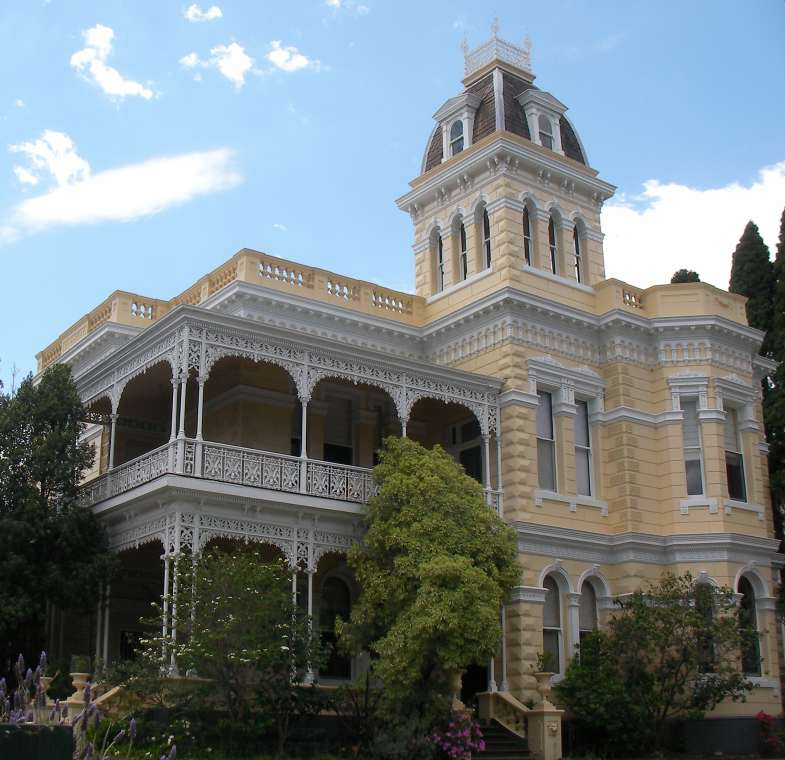
Residencia del Segundo Imperio y Filigrana en South Yarra, Victoria

### Hong Kong
La influencia occidental en la arquitectura fue fuerte cuando Hong Kong era una colonia británica y aun se conservan algunos buenos ejemplos.

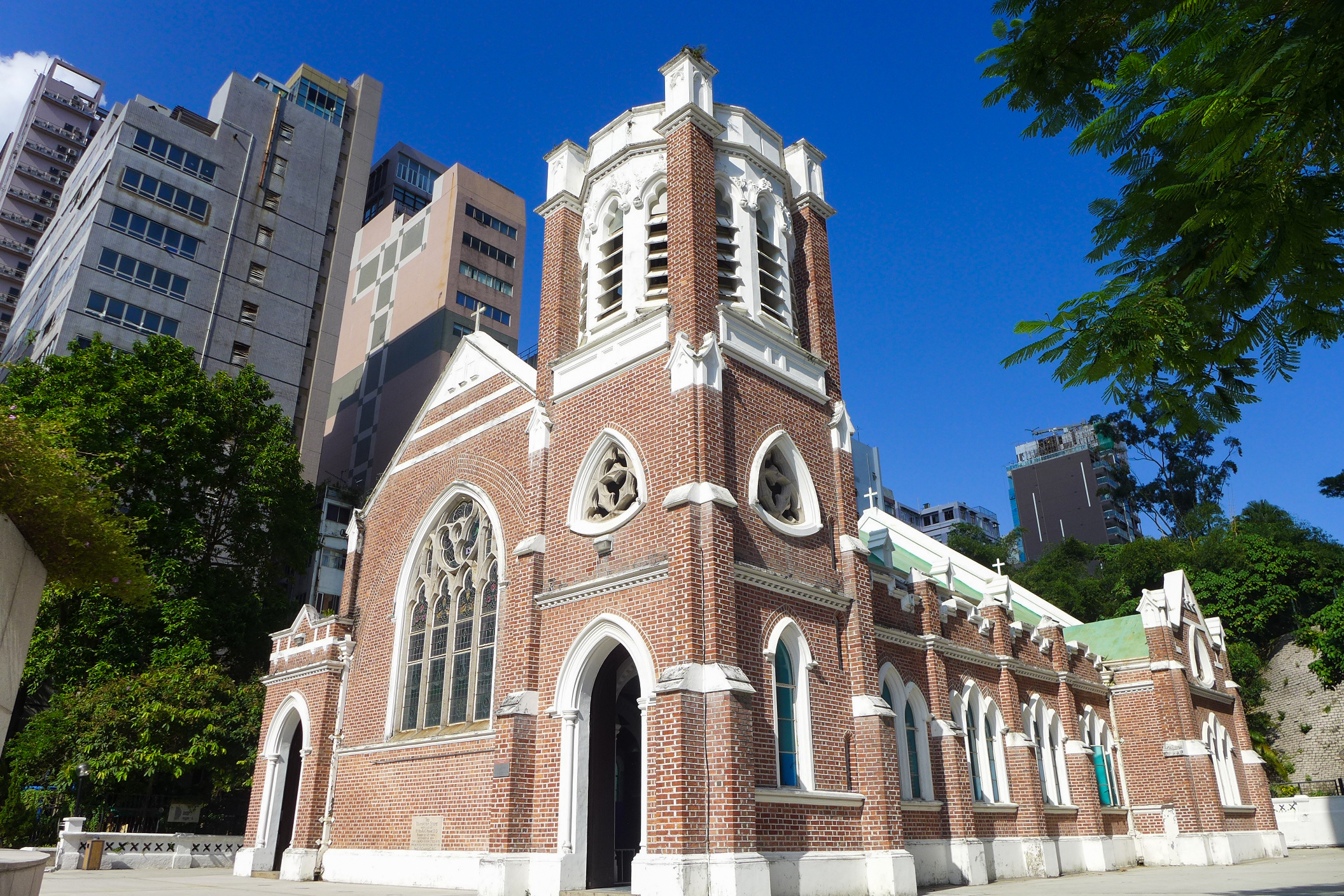
Iglesia de San Andrés de Kowloon
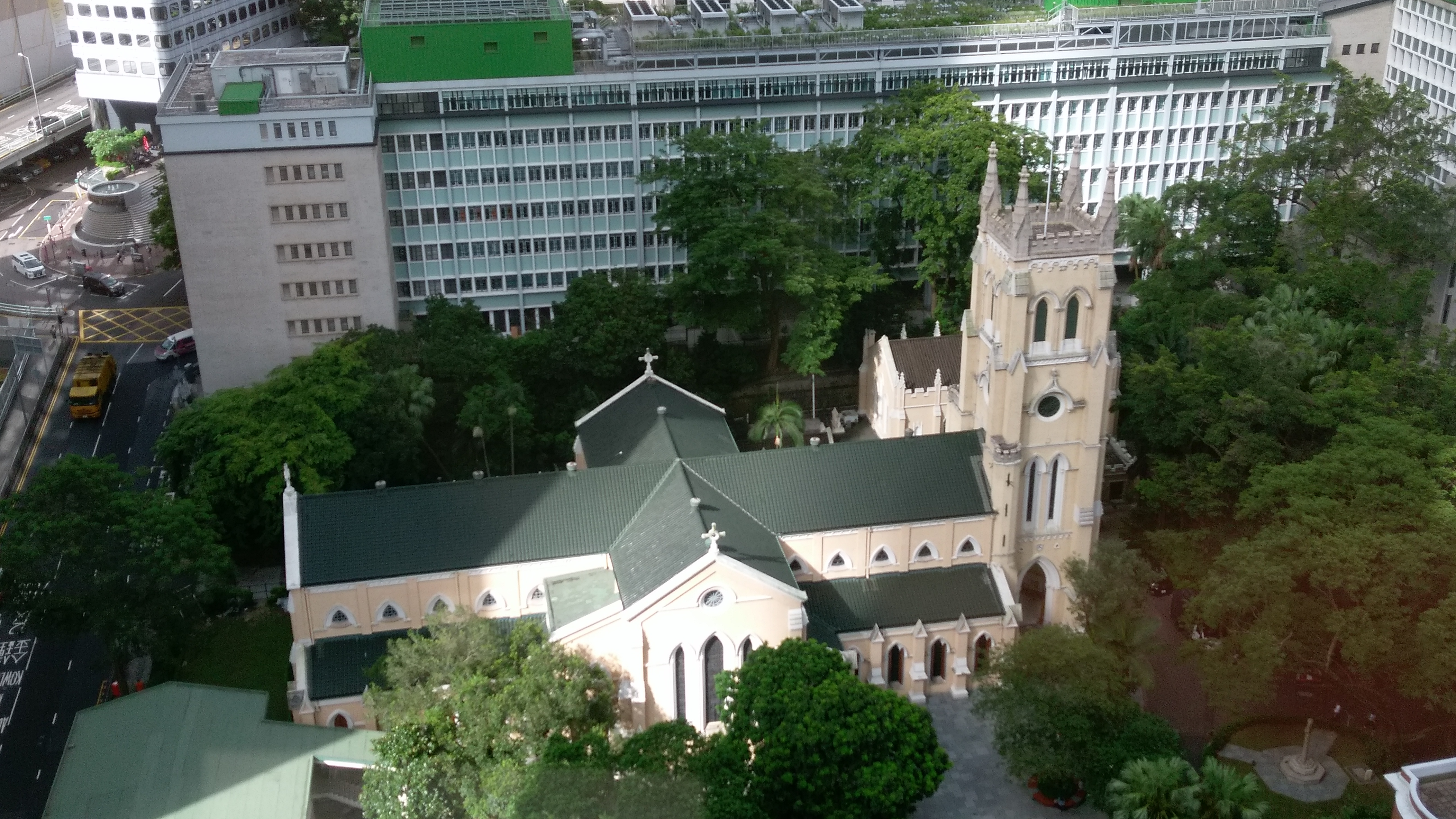
Catedral de San Juan de Hong Kong)
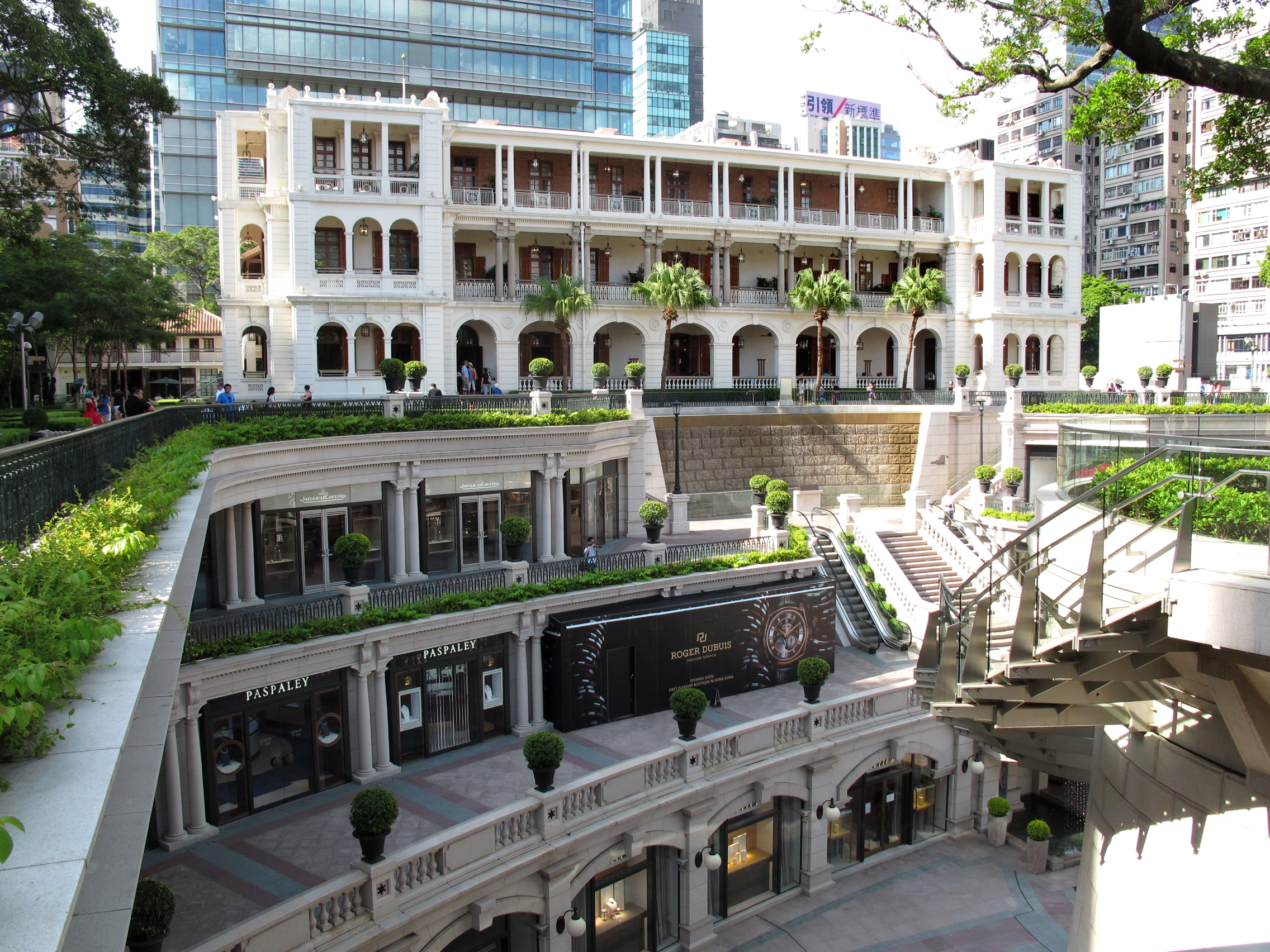
Antiguo cuartel general de la policía marinas (ahora oficialmente nombrado como '1881 Heritage', que es un hotel y un centro comercial)

### Irlanda
En Irlanda, sin embargo, la arquitectura victoriana tuvo menor difusión y fue relegada a favor de la arquitectura georgiana, que destaca más en ciudades como Dublín, Limerick y Cork. Ejemplos importantes de arquitectura victoriana en Dublín son la George's Street Arcade y el Royal City of Dublin Hospital en Baggot Street.

### Sri Lanka
Durante el período colonial británico del Ceilán británico también se construyeron algunos edificios importantes:
- Sri Lanka Law College,
- Sri Lanka College of Technology,
- Galle Face Hotel
- Edificio principal del Royal College.

### América del Norte

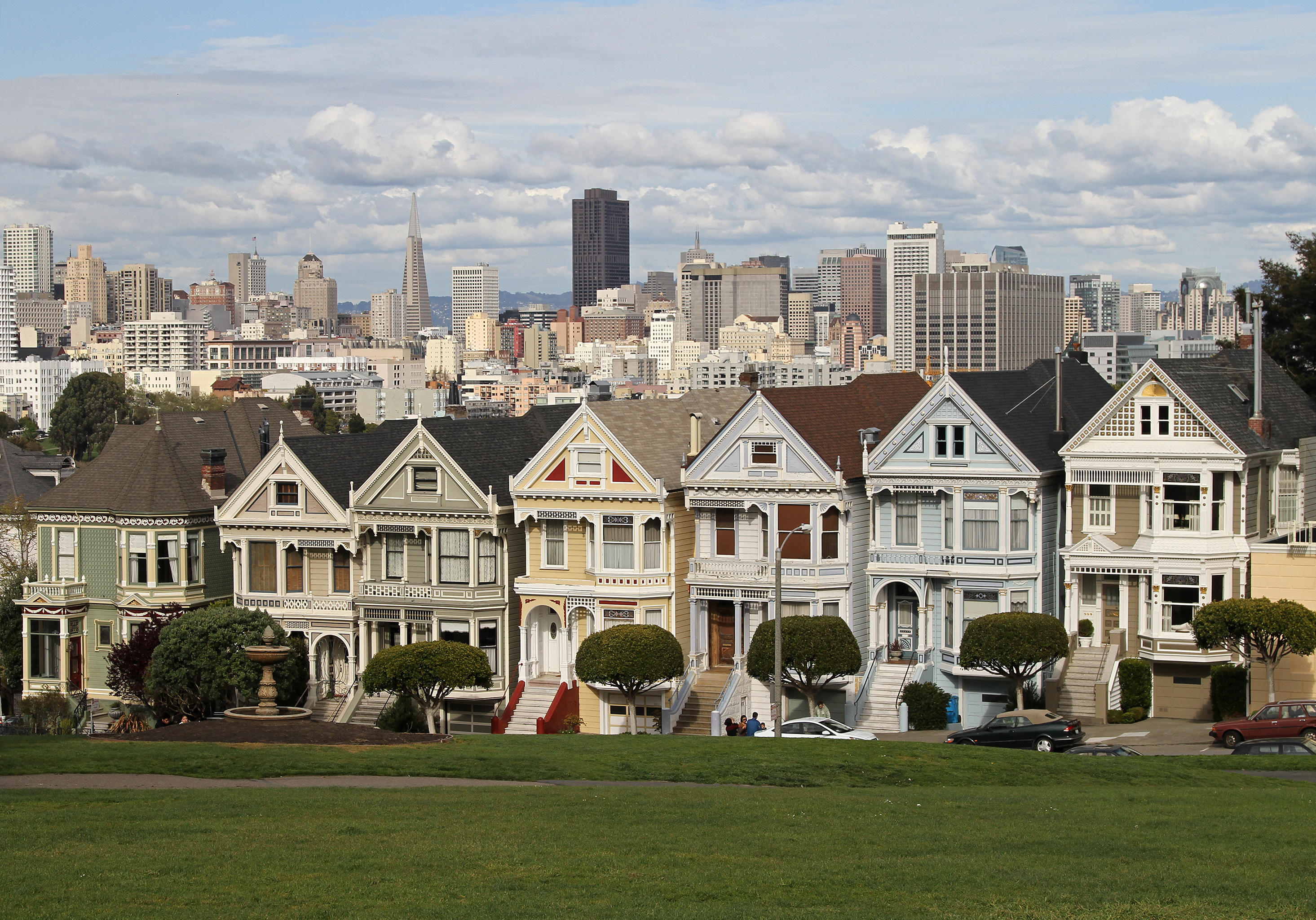
Las Painted Ladies son un ejemplo de arquitectura victoriana que se encuentra en San Francisco, California.

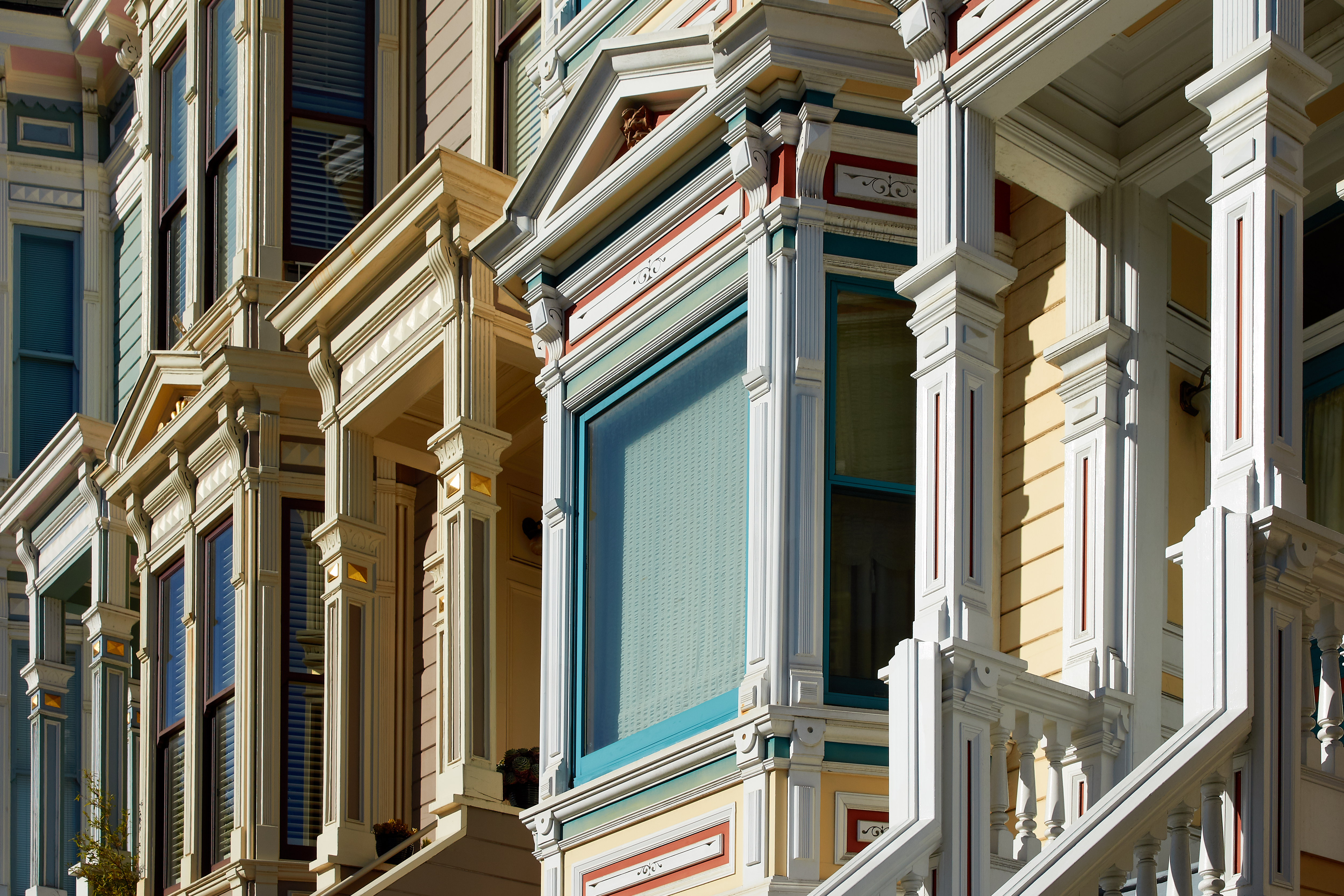
Fachadas victorianas en el 16th Street, San Francisco

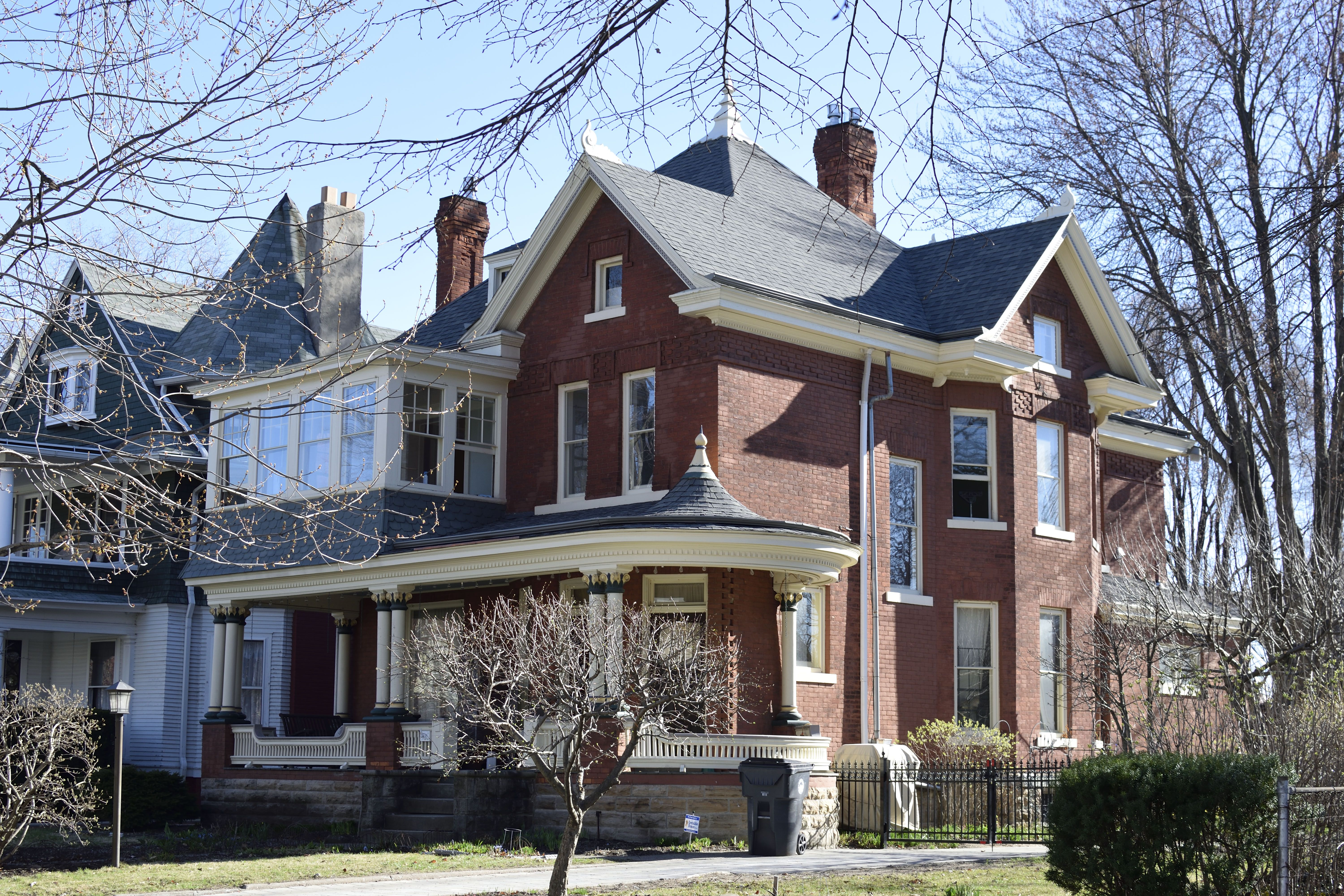
Un ejemplo de arquitectura residencial en el distrito Old West End District (Toledo, Ohio), un distrito histórico bien conservado lleno de arquitectura victoriana

En los Estados Unidos, la arquitectura "victoriana" generalmente describe los estilos que fueron más populares entre 1860 y 1900. Una lista de estos estilos más comúnmente incluye Second Empire (1855–85), Stick-Eastlake (1860–ca. 1890), Folk Victorian (1870-1910), Reina Ana (1880-1910), Richardsonian Romanesque (1880-1900), and Shingle (1880-1900). Al igual que en el Reino Unido, durante ese período se siguieron construyendo ejemplos de neogótico e italianizante, por lo que a veces se les llama victorianos. Algunos historiadores clasifican los últimos años del neogótico como un estilo victoriano particular llamado High Victorian Gothic. Stick-Eastlake, una forma de decoración geométrica cortada a máquina derivada de Stick y Reina Ana, a veces se considera un estilo distinto. Por otro lado, términos como "Painted Ladies" o "gingerbread" pueden usarse para describir ciertos edificios victorianos, pero no constituyen un estilo específico. Los nombres de los estilos arquitectónicos (así como sus adaptaciones) variaron entre países. Muchas casas combinaron los elementos de varios estilos diferentes y no se pueden distinguir fácilmente como un estilo en particular u otro.
En los Estados Unidos, algunas ciudades notables se estaban desarrollando o fueron reconstruidas en gran parte durante esa época, como Alameda, Astoria, Albany, Deal, Troy, Philadelphia, Boston, los Brooklyn Heights y las secciones Victorian Flatbush de la ciudad de Nueva York, Buffalo, Rochester, Chicago, Columbus, Detroit, Eureka, Galena, Galveston, Grand Rapids, Baltimore, Jersey City/Hoboken, Cape May, Louisville, Cincinnati, Atlanta, Milwaukee, New Orleans, Pittsburgh, Richmond, Saint Paul, Midtown en Sacramento, Angelino Heights and Westlake en Los Ángeles. San Francisco es bien conocida por su extensa arquitectura victoriana, particularmente en los barrios de Haight-Ashbury, Lower Haight, Alamo Square, Noe Valley, Castro, Nob Hill y Pacific Heights.
Es causa de debate que ciudad tiene el "mayor ejemplo sobreviviente", con numerosas salvedades. El «Distillery District» en Toronto, Ontario, tiene la colección más grande y mejor conservada de arquitectura industrial de la era victoriana en América del Norte.[cita requerida] Y Cabbagetown es la zona residencial victoriana más grande y continua de América del Norte.[cita requerida] Otros barrios victorianos de Toronto son The Annex, Parkdale y Rosedale.
En los Estados Unidos, el «The South End» de Boston está reconocido por el Registro Nacional de Lugares Históricos como el mayor barrio victoriano y el más antiguo del país. Old Louisville en Louisville, Kentucky, también afirma ser el vecindario victoriano más grande del país. Richmond, Virginia también tiene varios barrios victorianos grandes, destacando The Fan, conocido localmente como el vecindario más grande y más "europeo" de Richmond y, a nivel nacional, como el vecindario victoriano contiguo más grande de los Estados Unidos. El barrio del Old West End de Toledo, Ohio, es reconocido como la mayor colección de casas de finales de las épocas victoriana y eduardiana en los Estados Unidos, al este del Misisipi. Summit Avenue en Saint Paul, Minnesota tiene la línea más larga de casas victorianas en el país. Over-The-Rhine en Cincinnati, Ohio tiene la mayor colección de arquitectura italianizante victoriana temprana en los Estados Unidos, y es un ejemplo de un vecindario urbano intacto del siglo XIX.
En la ciudad de Los Ángeles una de las calles reconocidas por este tipo de arquitectura es Carroll Avenue, donde la casa #1329 se hizo partícipe por 8 años (y tomada como inspiración) en la serie televisiva Charmed. También fue usada en la película Gigoló por accidente en Europa.
El álbum de fotos L'Architecture Americaine de Albert Levy publicado en 1886 es quizás el primer reconocimiento en Europa de las nuevas fuerzas que emergían en la arquitectura norteamericana.

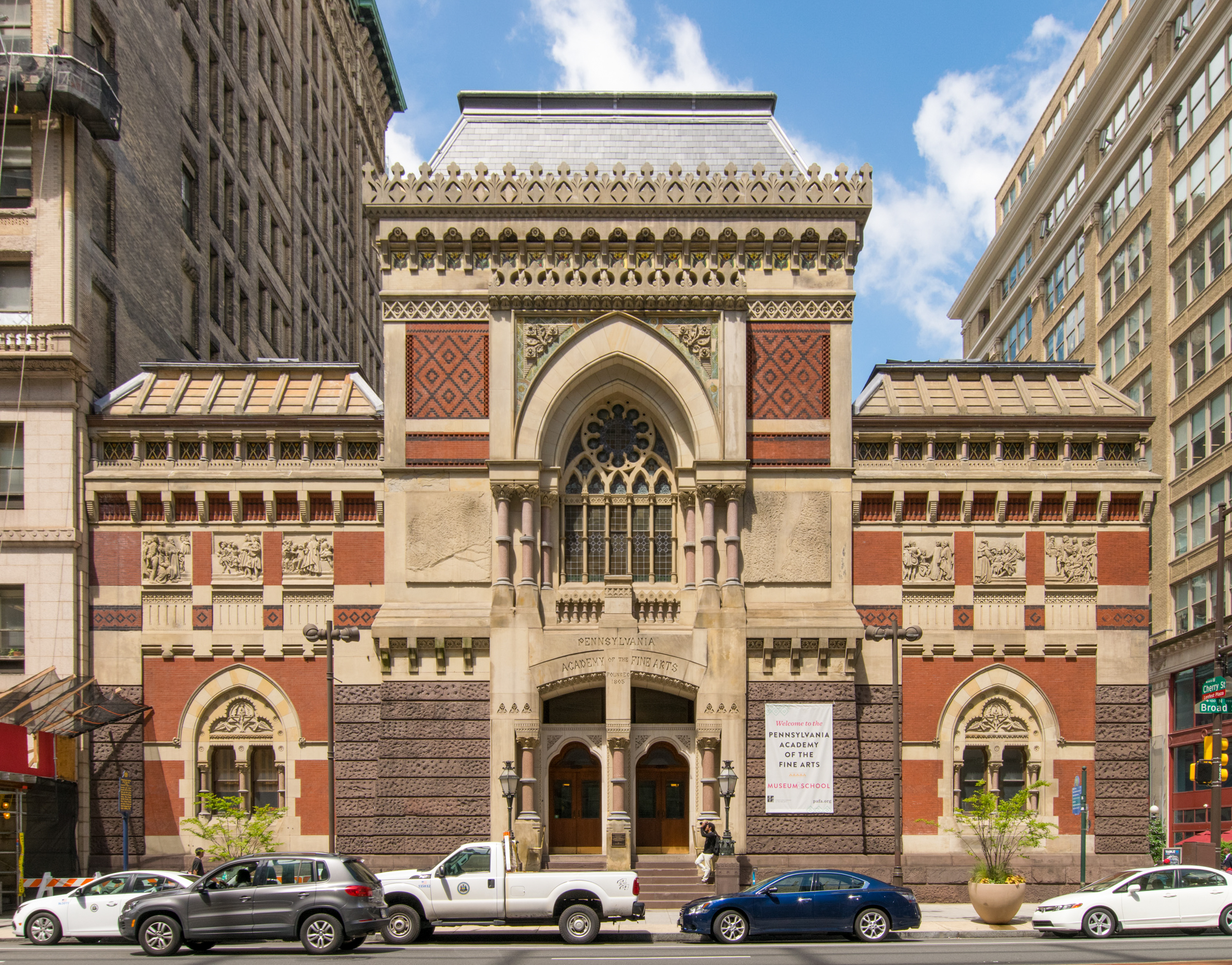
Pennsylvania Academy of the Fine Arts (1871-1876), Philadelphia, obra de de Frank Furness y George Hewitt
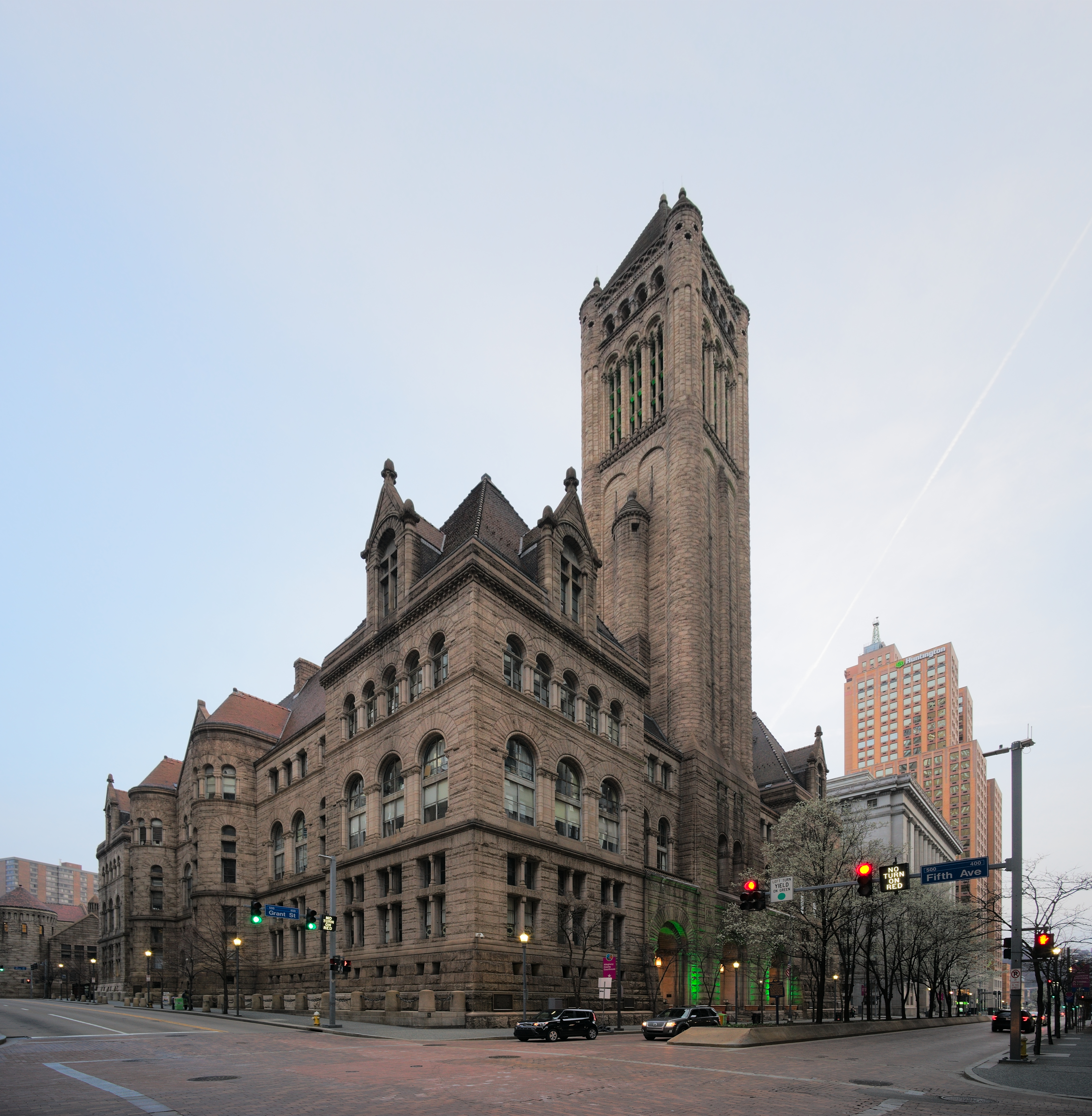
Palacio de Justicia del Condado de Allegheny (1883-1888), Pittsburgh, Pennsylvania, obra de de Henry Hobson Richardson
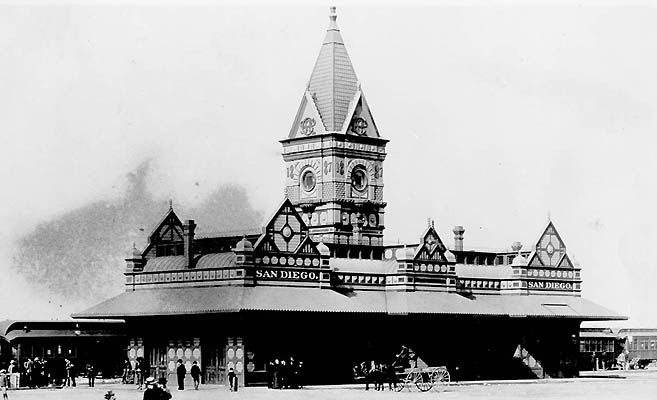
La terminal de pasajeros de San Diego de la California Southern Railroad, construido en 1887
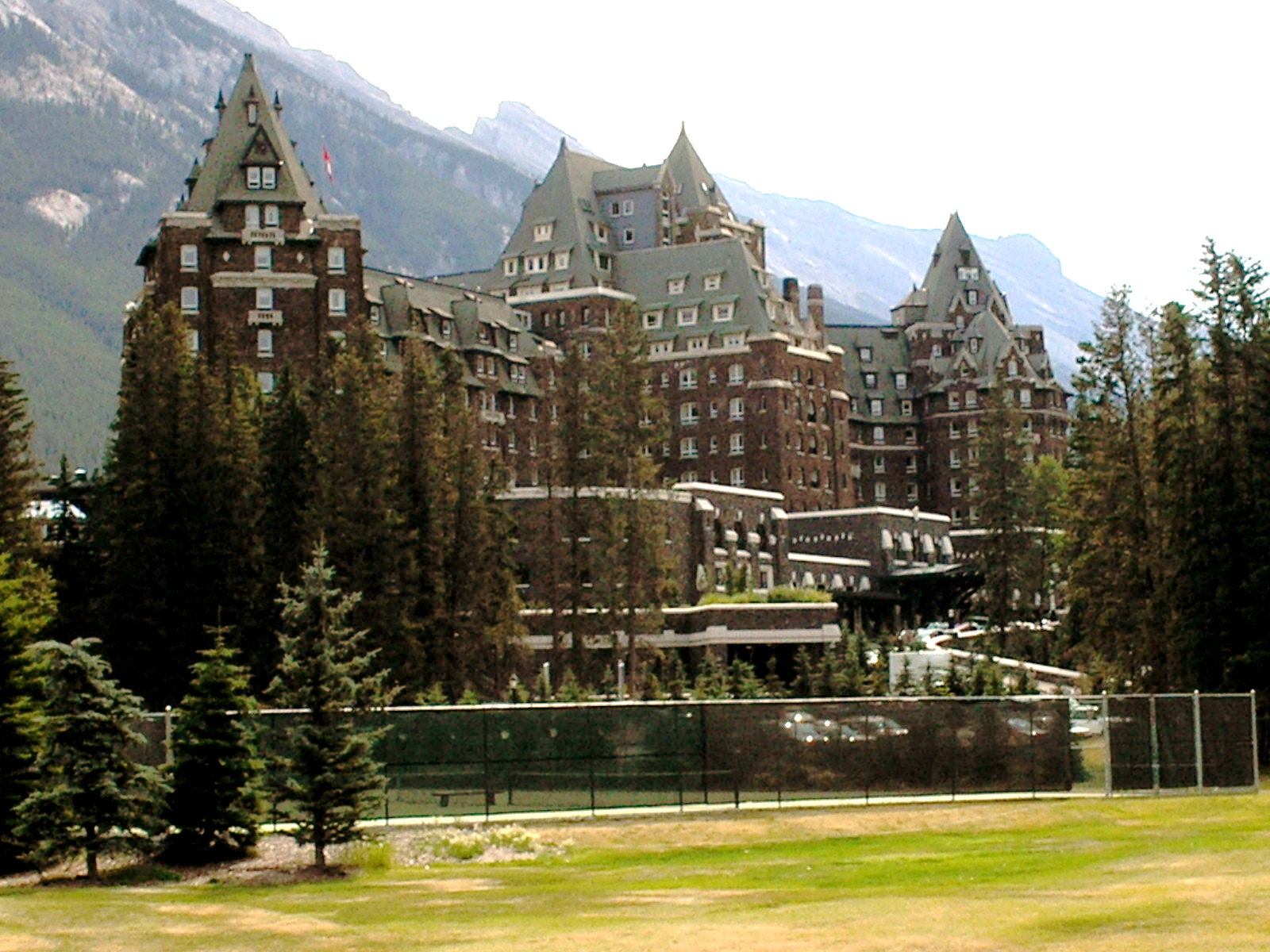
Banff Springs Hotel (1886-1888, 1911 (torre) y 1927, edificio principal), en el Parque Nacional Banff, Alberta
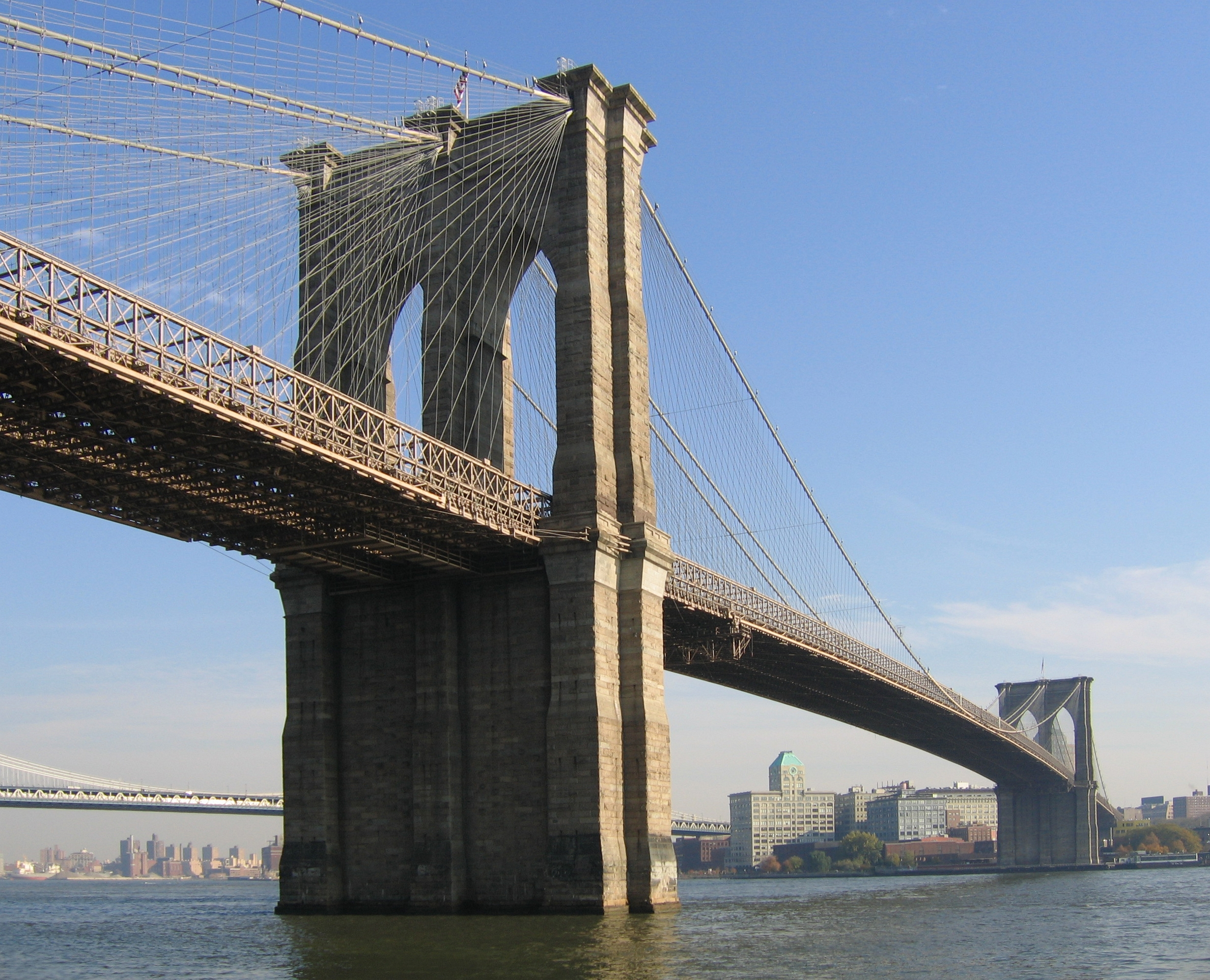
Puente de Brooklyn, 1883, Nueva York
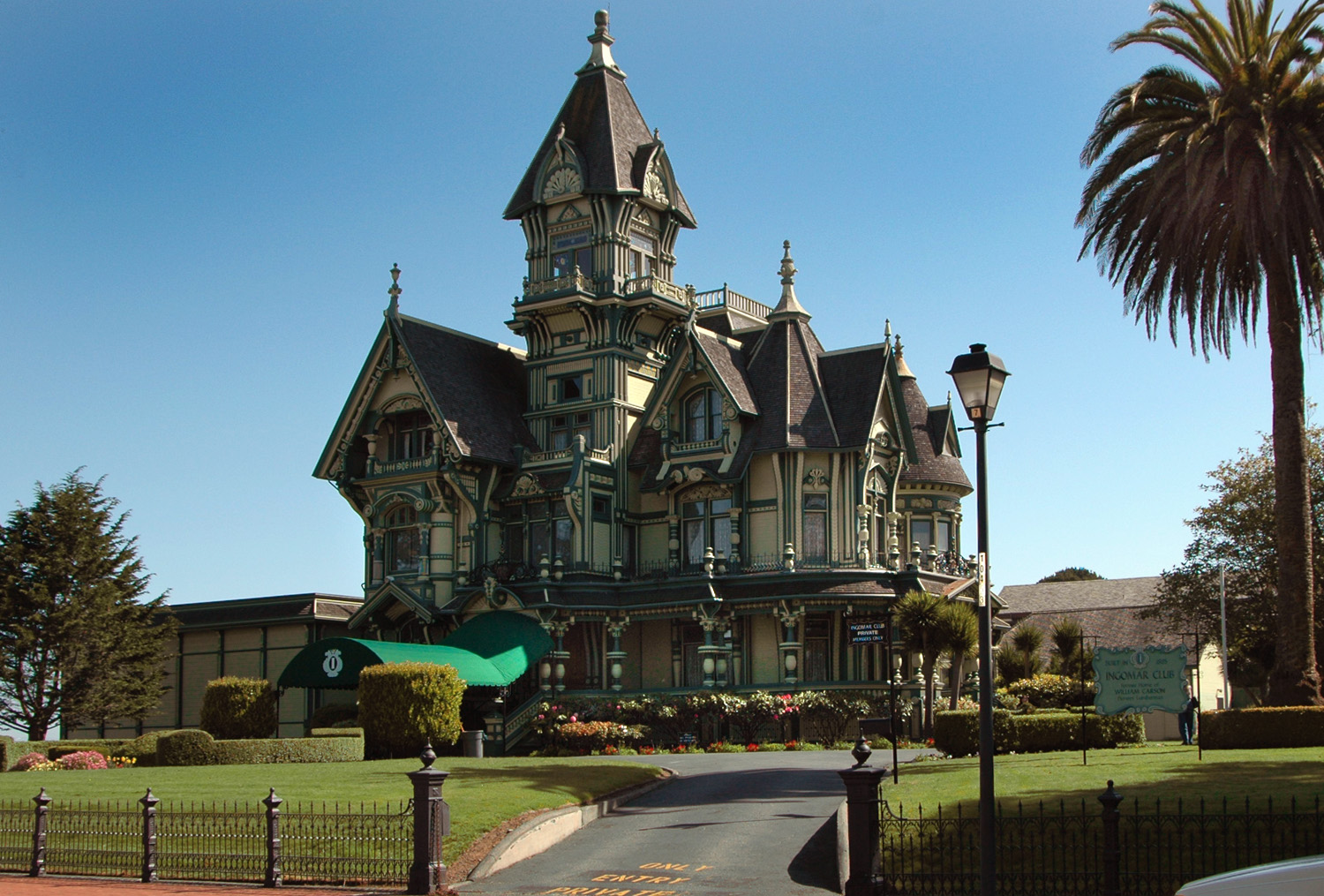
La Carson Mansion (1884-1886) en Eureka, California,considerada una de los ejemplos más importantes del estilo reina Ana
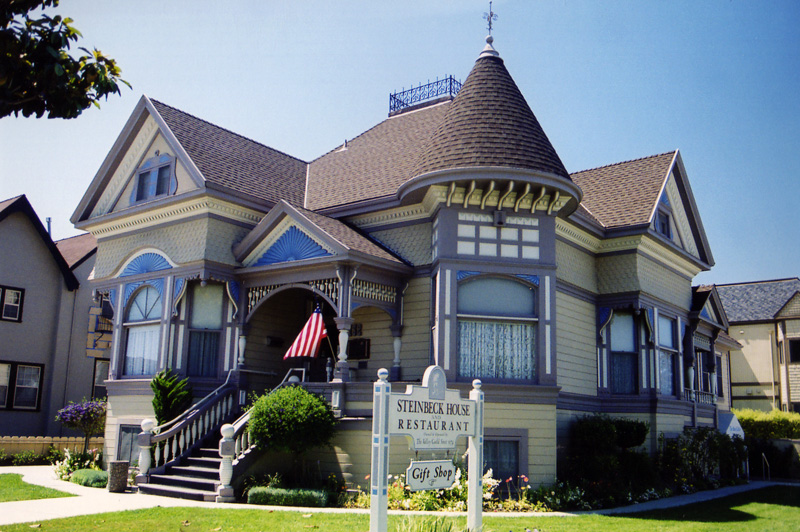
La casa de la infancia de John Steinbeck en Salinas, California
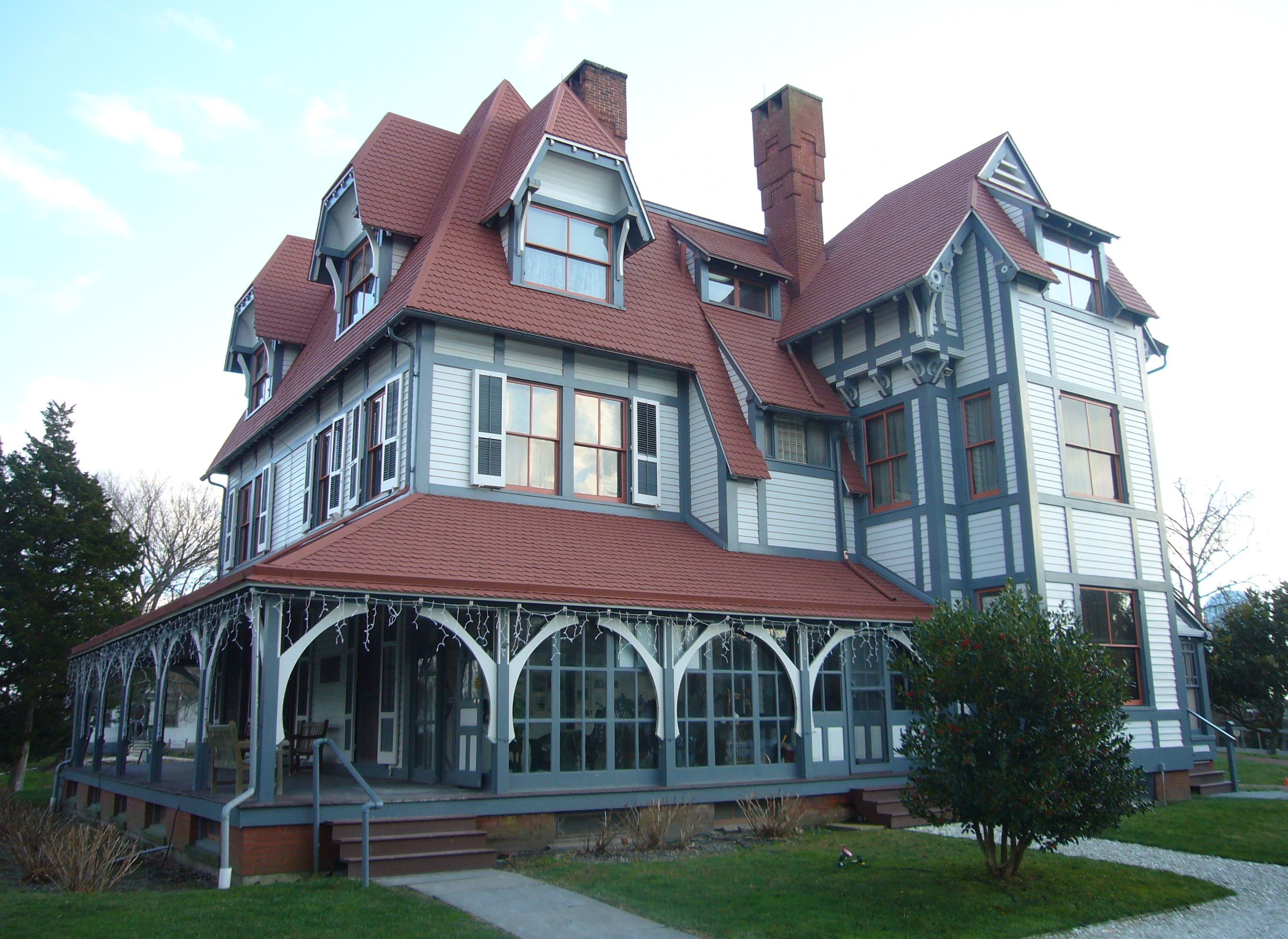
Emlen Physick Estate en distrito histórico de Cape May, New Jersey, de Frank Furness
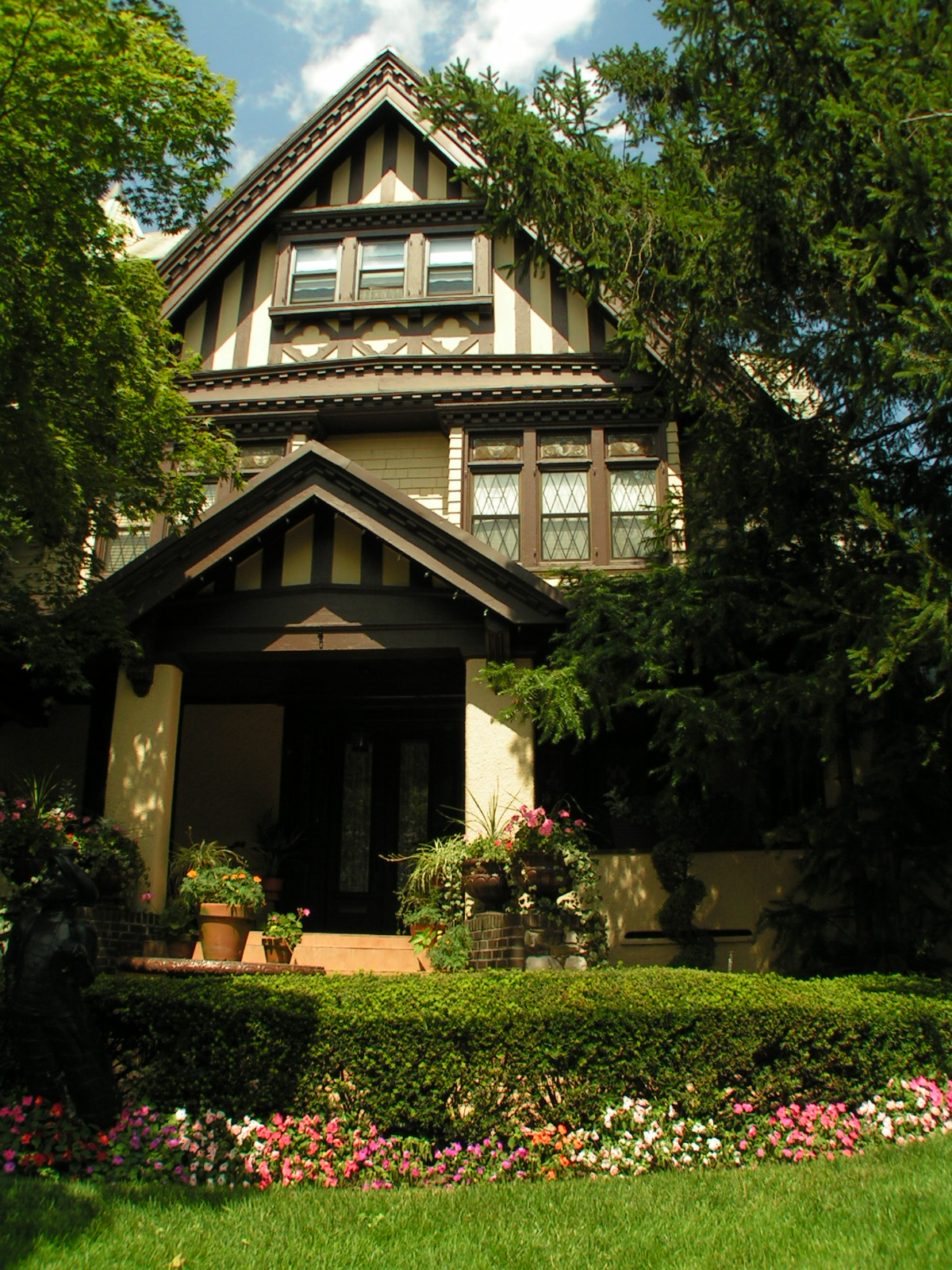
La Saitta House, Dyker Heights, Brooklyn, New York, construida en 1899 está diseñada el estilo Reina Ana
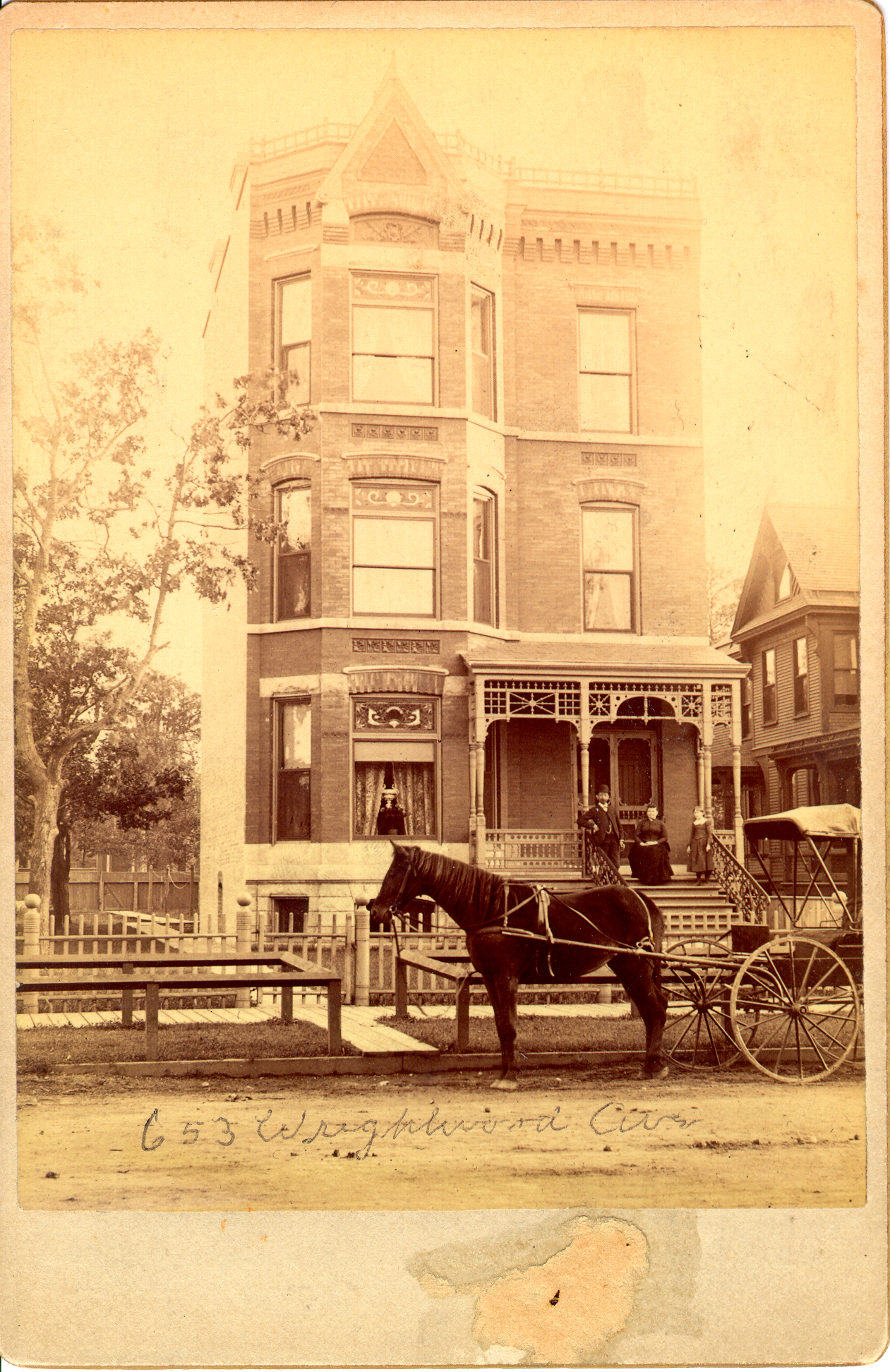
1Foto de 1880 de l 653 W Wrightwood (ahora 655 W Wrightwood) en el barrio de Lincoln Park de Chicago, Illinois
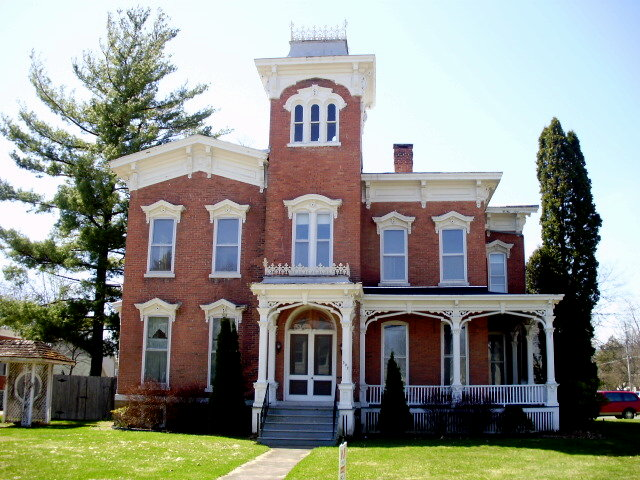
La Farnam Mansion en Oneida, New York, de estilo italianizante, construida circa 1862
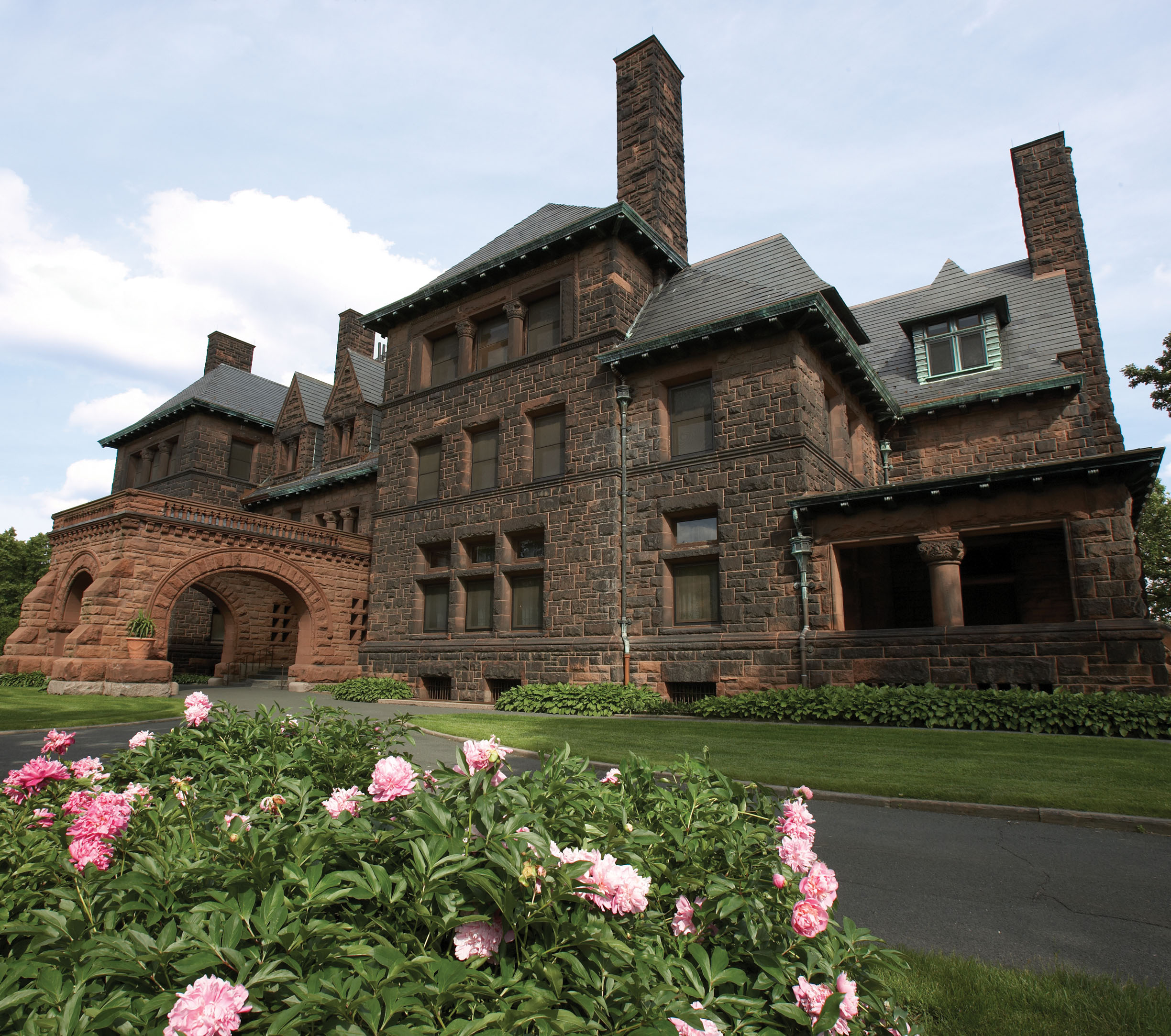
James J. Hill House en Saint Paul, construida en 1891
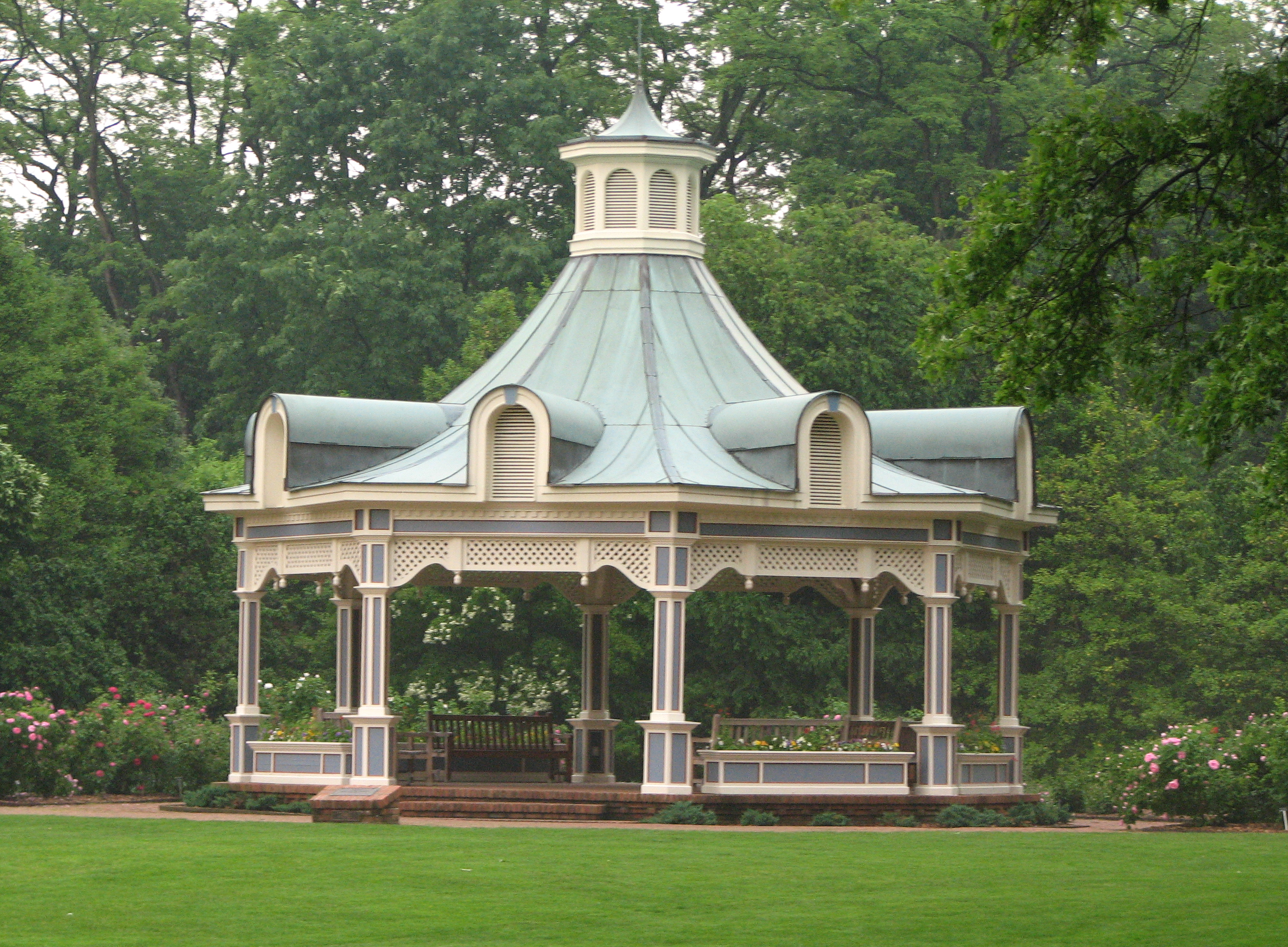
Gazebo victoriano en Ohio
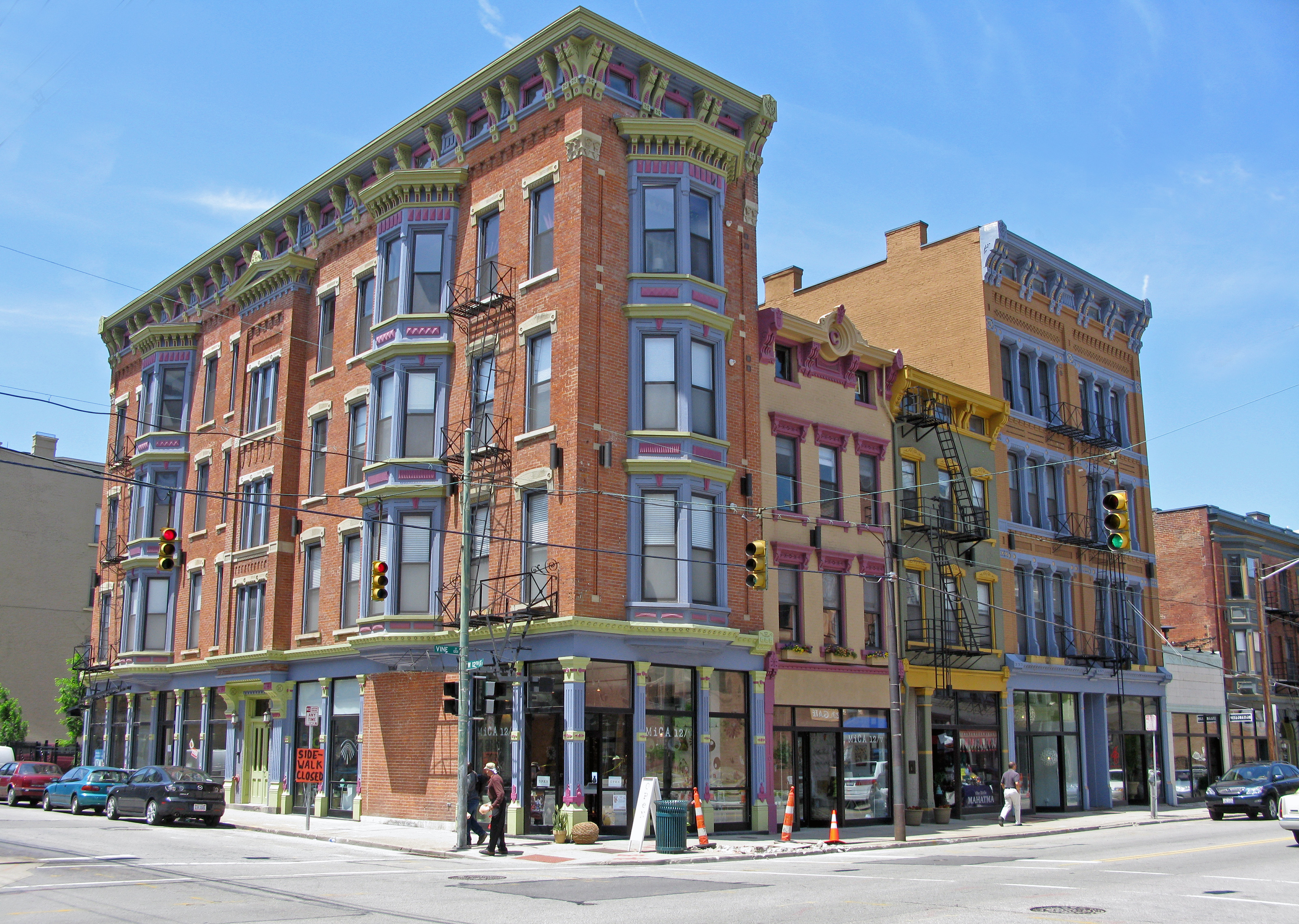
Serie de viviendas de estilo Italianizante en Over-The-Rhine, Cincinnati
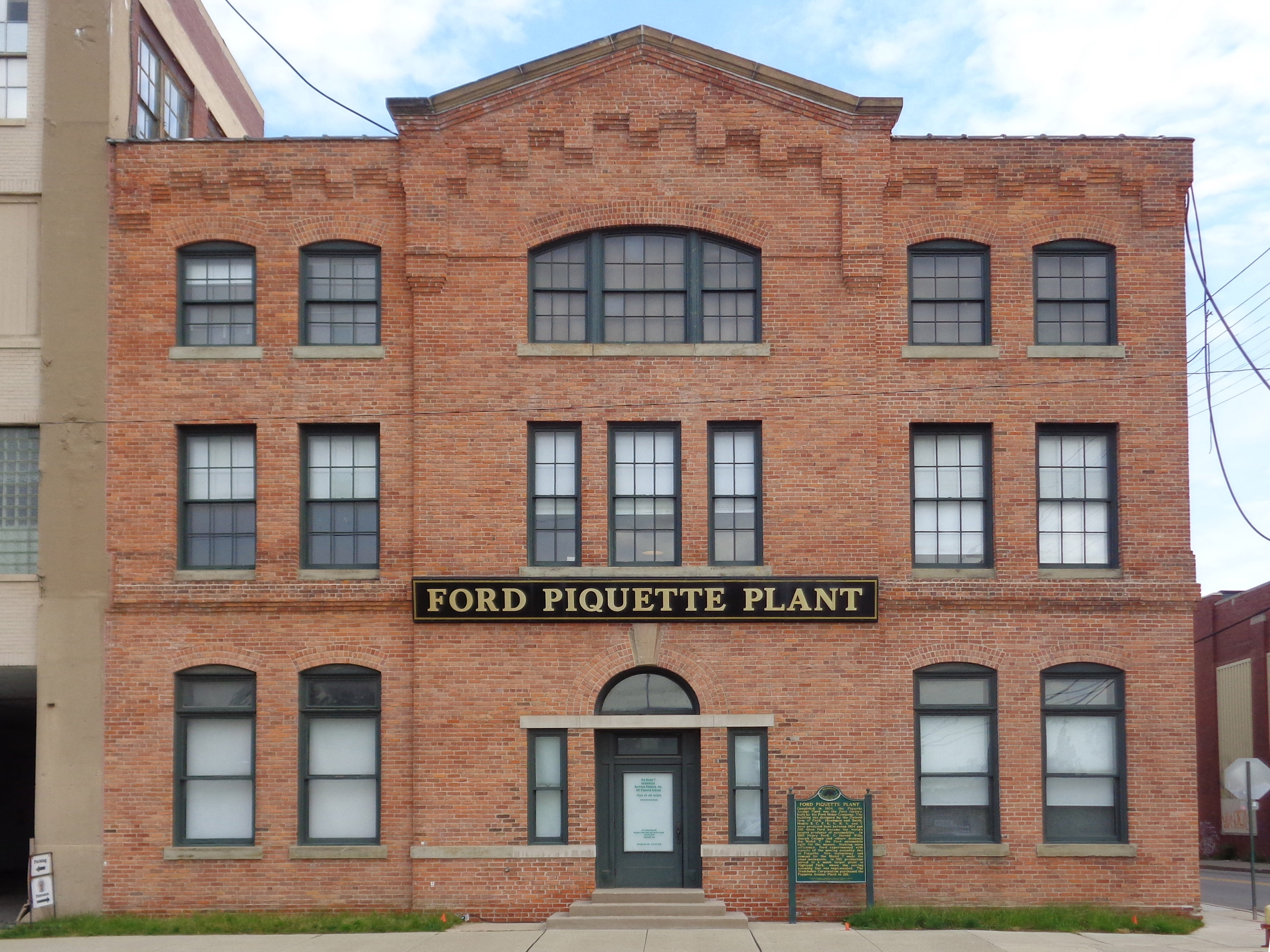
Ford Piquette Avenue Plant, Detroit, Míchigan, construida en 1904
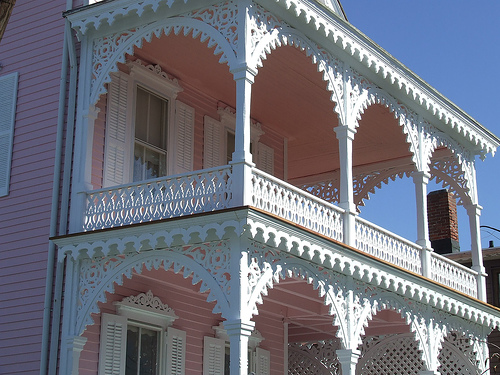
Adornos de pan de jengibre en una casa de 1882 en Cape May

## Preservación
Los esfuerzos para preservar los hitos de la arquitectura victoriana están en curso y, a menudo, son dirigidos por la Victorian Society. Una campaña reciente que el grupo ha emprendido es la preservación de los gasómetros victorianos después de que las empresas de servicios públicos anunciaran planes para demoler casi 200 de las edificaciones ahora obsoletas.

## La casa Victoriana
Las casas victorianas estaban construidas sobre un eje vertical, con dos o más pisos dependiendo de la posición social de los residentes.
Por lo general, las casas contaban con un dinning room y un morning room en planta baja, donde se desarrollaba la vida social de los propietarios. Esto hacía que este tipo de espacios “públicos” fueran más grandes y lujosos, ya que eran la viva representación del éxito de quienes allí habitaban. Además, la decoración y la limpieza de la casa estaban directamente relacionadas con la moralidad. 
El dinning room era considerado el espacio más importante de la casa, y se la vinculaba al hombre; mientras que el morning room, era un espacio para la mujer, una especie de “despacho” desde el cual dirigían su casa y hacían reuniones privadas con amigos. La decoración de ambas habitaciones era completamente distinta.
La cocina en la casa victoriana solía encontrarse en el sótano, al igual que el breakfast room, puesto que eran áreas más privadas y de servicio de la vivienda. 
Por otro lado, las habitaciones de los propietarios se desarrollaban entre el segundo y el tercer piso, dependiendo del tamaño de la casa.  La o las habitaciones de los sirvientes, en cambio, solían encontrarse en el último piso, y en caso de no haber, dormían en la cocina.